# Rennrodel-Weltmeisterschaften 2019
Die 48. Rennrodel-Weltmeisterschaften wurden vom 25. bis 27. Januar 2019 in der Veltins-Eisarena in Winterberg, Deutschland ausgetragen. Die von der Fédération Internationale de Luge de Course organisierten interkontinentalen Titelkämpfe fanden nach 1989 und 1991 zum dritten Mal in Winterberg statt. Es wurden Wettbewerbe in den Einsitzern für Männer und Frauen, dem Doppelsitzer, der Disziplin der Teamstaffel sowie im Sprint der Einsitzer für Männer und Frauen sowie dem Doppelsitzer ausgetragen. Durchgeführt wurden, abgesehen von der Teamstaffel und den Sprintwettbewerben, jeweils zwei Entscheidungsläufe. Die Weltmeisterschaften bildeten den Höhepunkt der Weltcupsaison 2018/19.
Ende März 2018 gab Stephan Pieper, Geschäftsführer der Veltins-Eisarena Winterberg, bekannt, dass Bundeskanzlerin Angela Merkel als Schirmherrin der Rennrodel-Weltmeisterschaft 2019 fungieren wird.

## Vergabe
Für die Austragung der Rennrodel-Weltmeisterschaften 2019 hatten sich Lake Placid, Sotschi und Winterberg beworben.
Auf der Olympia-Bobbahn Mount Van Hoevenberg fanden bereits die Wettbewerbe der Olympischen Winterspiele 1932 und 1980, die Rennrodel-Weltmeisterschaften 1983 und 2009 sowie die Bob- und Skeletonweltmeisterschaft 2012 statt. Das Sliding Center Sanki in Sotschi war Austragungsort der Olympischen Winterspiele 2014 sowie für die Bob- und Skeletonweltmeisterschaft 2017 vorgesehen. In der Winterberger Veltins-Eisarena wurden bereits die Titelkämpfe der Rennrodel-Weltmeisterschaften 1989 und 1991 sowie der Bob-Weltmeisterschaft 1995, Bob- und Skeletonweltmeisterschaft 2015 ausgetragen.
Auf dem im Juni 2015 in Pyeongchang ausgetragenen 63. Jahreskongress des Weltverbandes Fédération Internationale de Luge de Course setzte sich Winterberg im zweiten Wahlgang mit 23:15 Stimmen gegen Sotschi durch. Lake Placid war bereits im ersten Wahlgang ausgeschieden. Im Rahmen des 66. Jahreskongresses des Weltverbandes FIL im slowakischen Bratislava (Juni 2018) lobten die Delegierten das Konzept des Veranstalters zur Austragung der Rennrodel-Weltmeisterschaften.

## Titelverteidiger
Bei den vergangenen Weltmeisterschaften 2017 auf dem Olympia Eiskanal Igls siegten Tatjana Hüfner im Frauen-Einsitzer, Wolfgang Kindl im Männer-Einsitzer sowie das Doppelsitzerpaar Toni Eggert und Sascha Benecken.

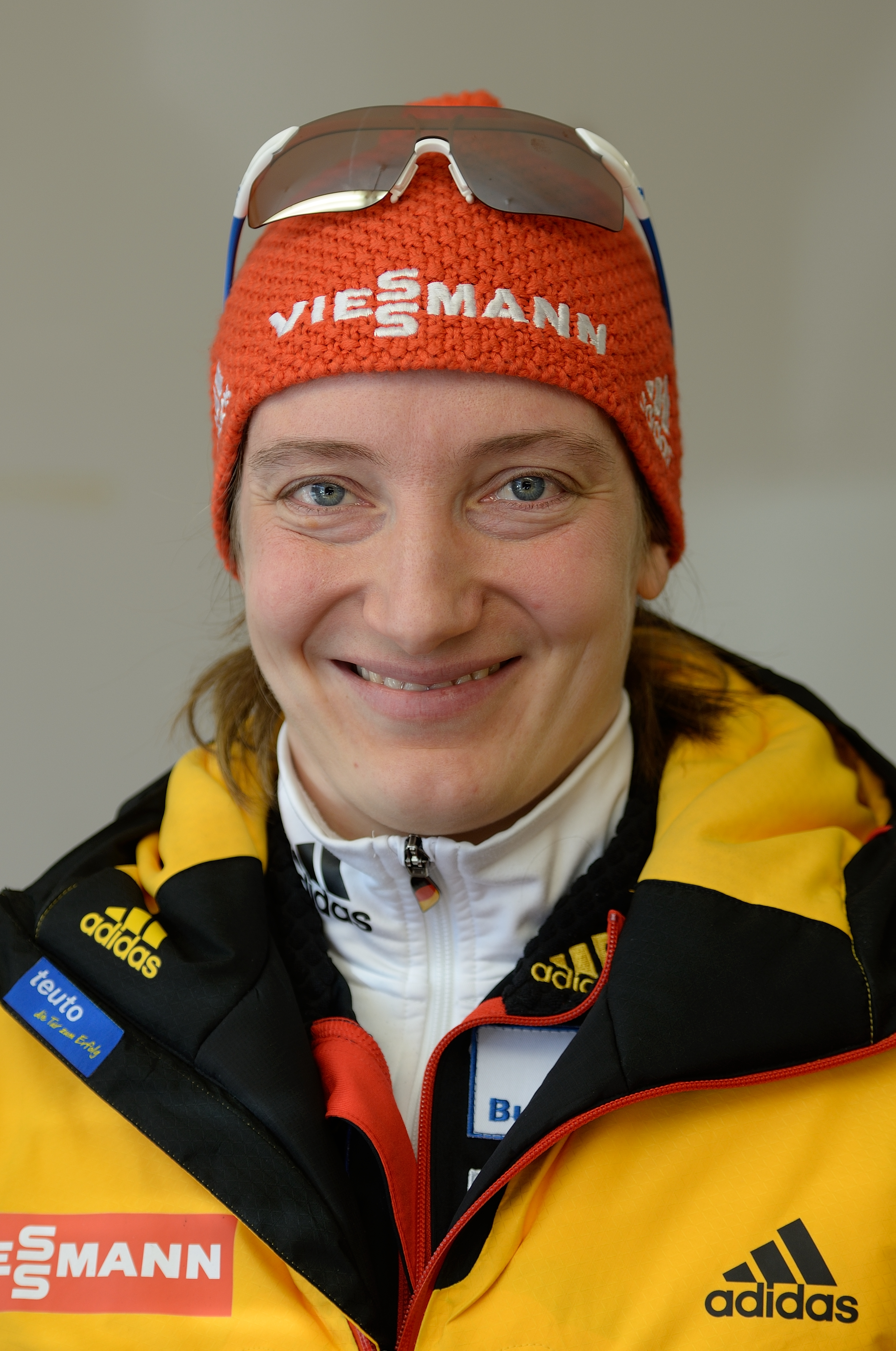
Tatjana Hüfner
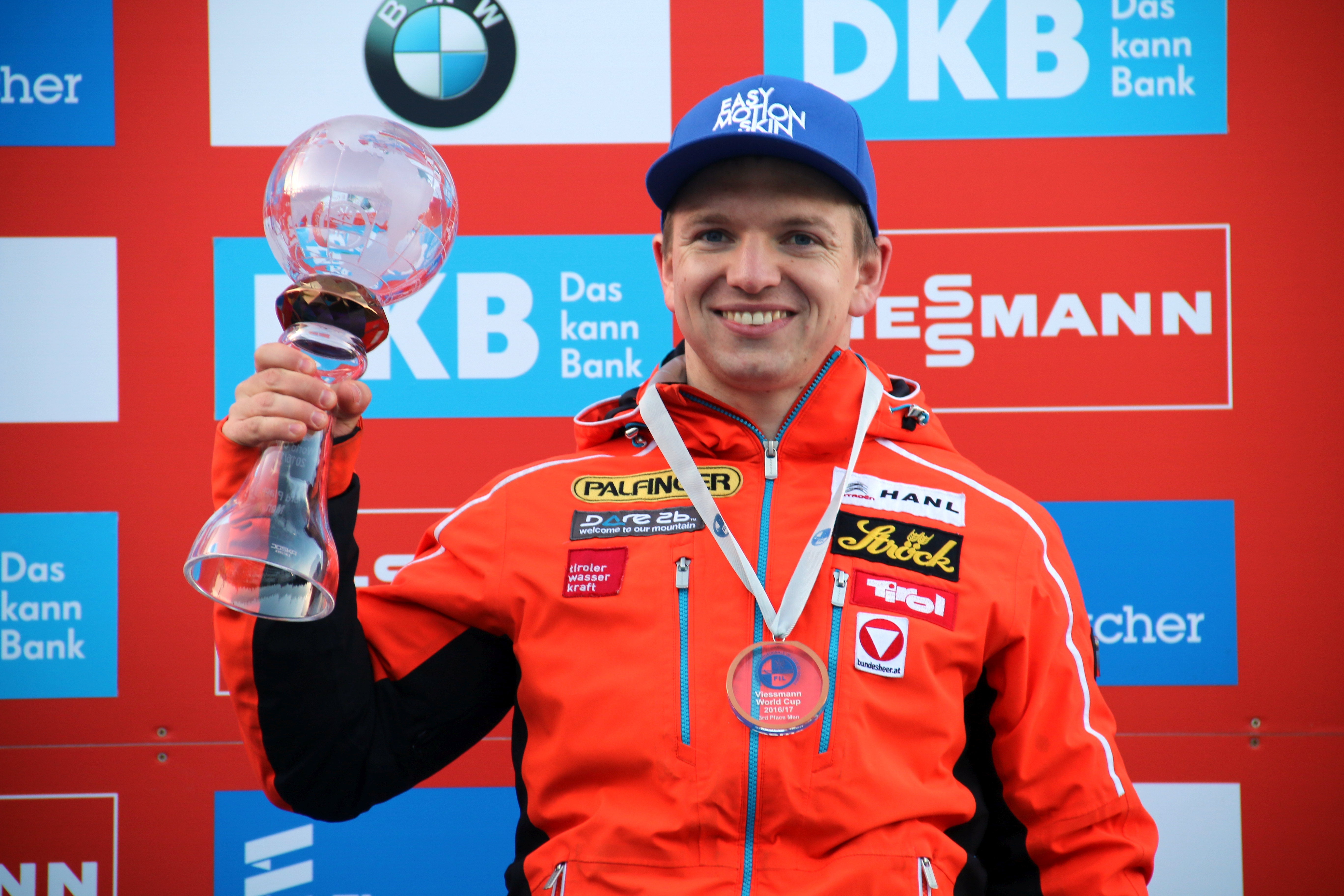
Wolfgang Kindl
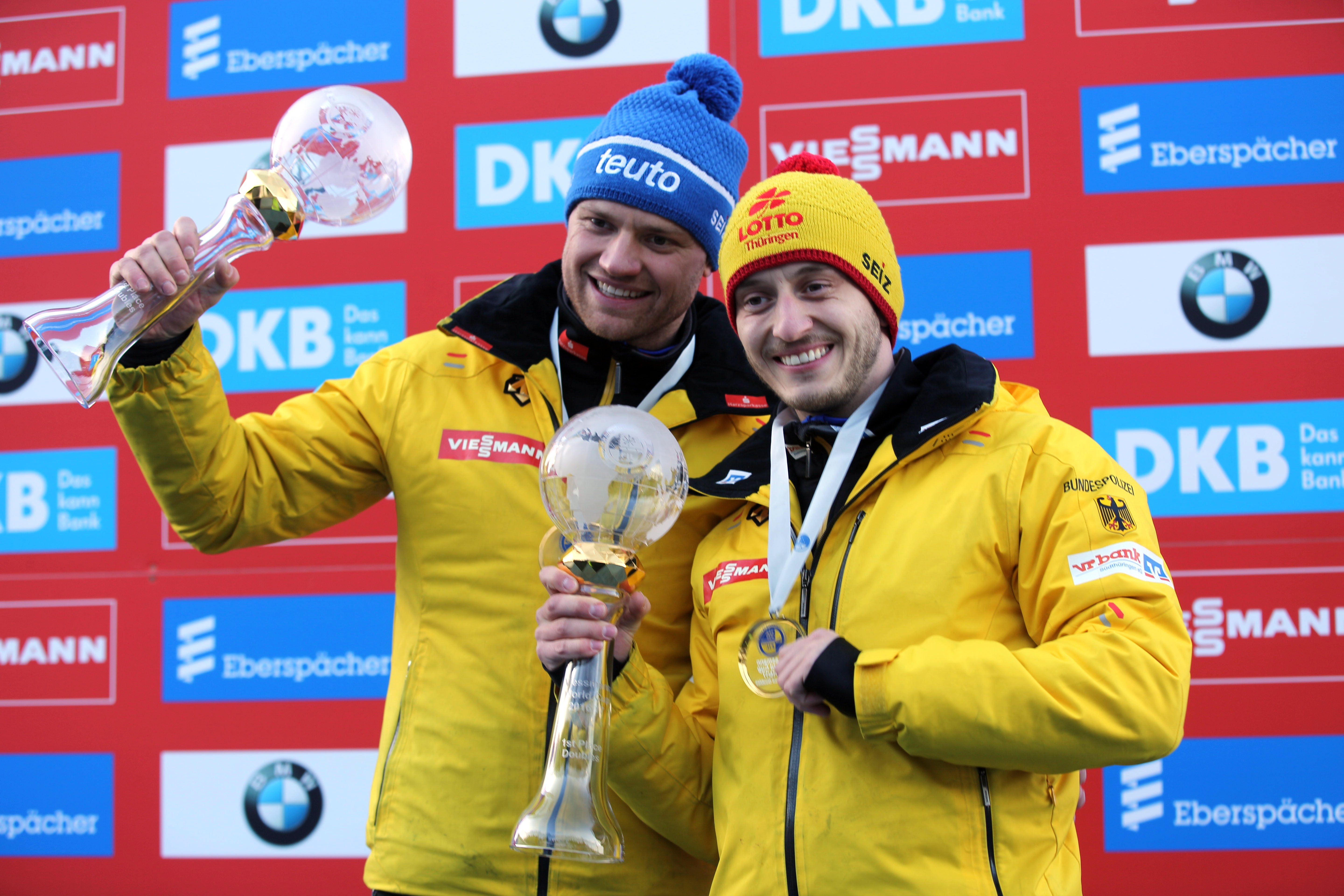
Toni Eggert/Sascha Benecken

In den Sprintwettbewerben siegten bei den vorangegangenen Weltmeisterschaften auf der österreichischen Bahn Erin Hamlin im Einsitzer der Frauen, Wolfgang Kindl im Einsitzer der Männer sowie Tobias Wendl und Tobias Arlt im Doppelsitzerrennen. Erin Hamlin beendete ihre aktive Karriere mit dem Ende der Saison 2017/18 und tritt somit als einzige Titelverteidigerin nicht zur Verteidigung ihrer Weltmeistertitels an.

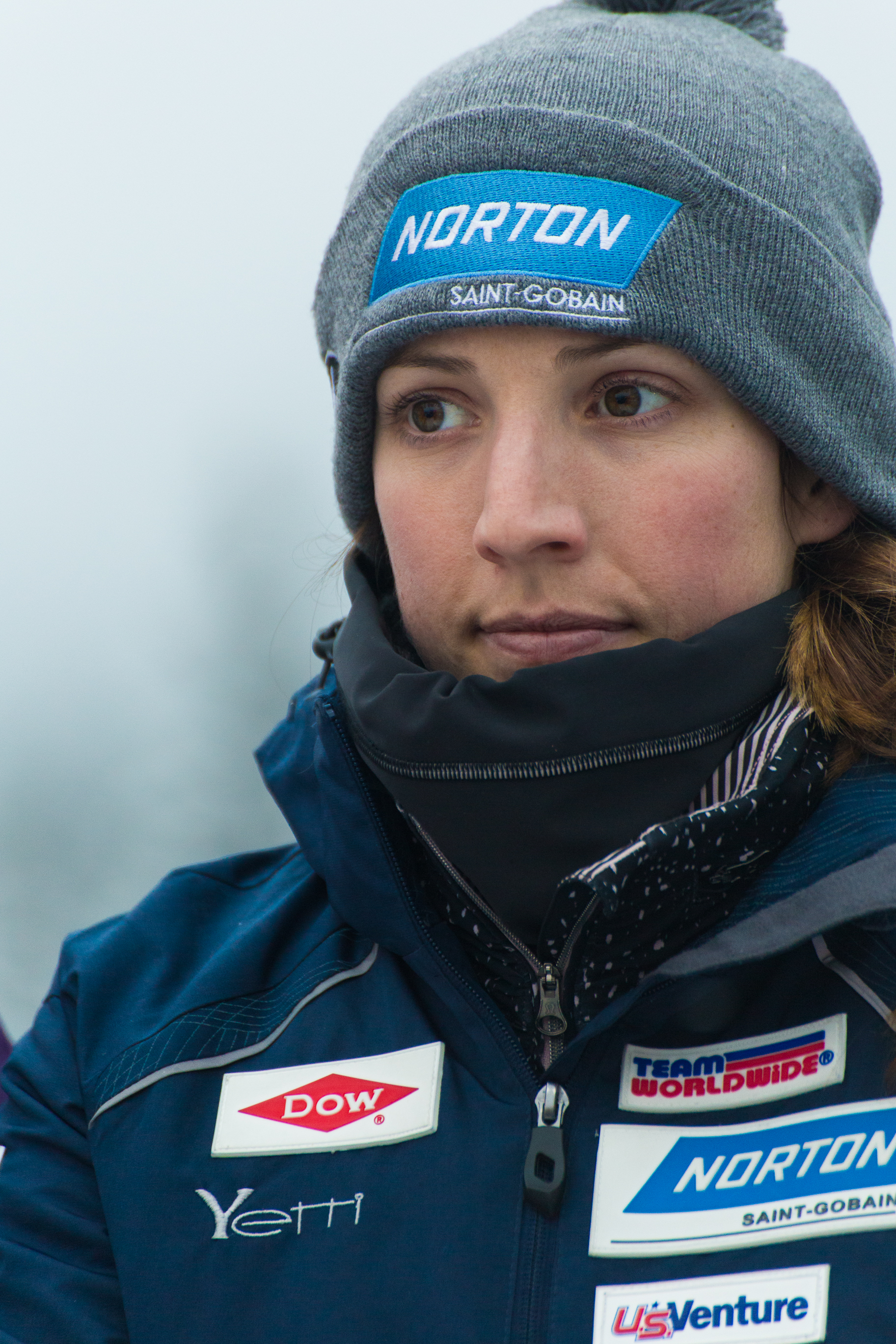
Erin Hamlin
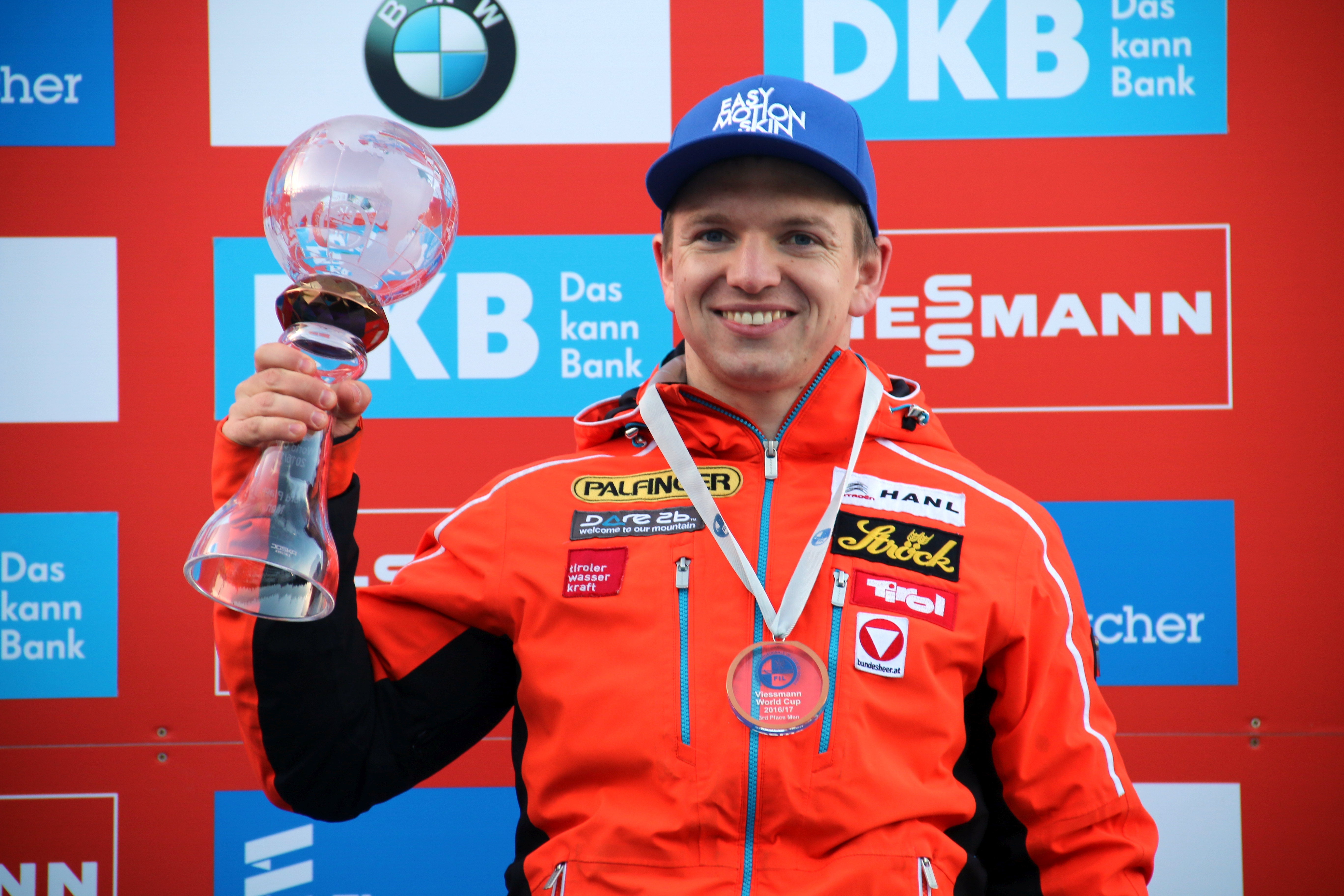
Wolfgang Kindl
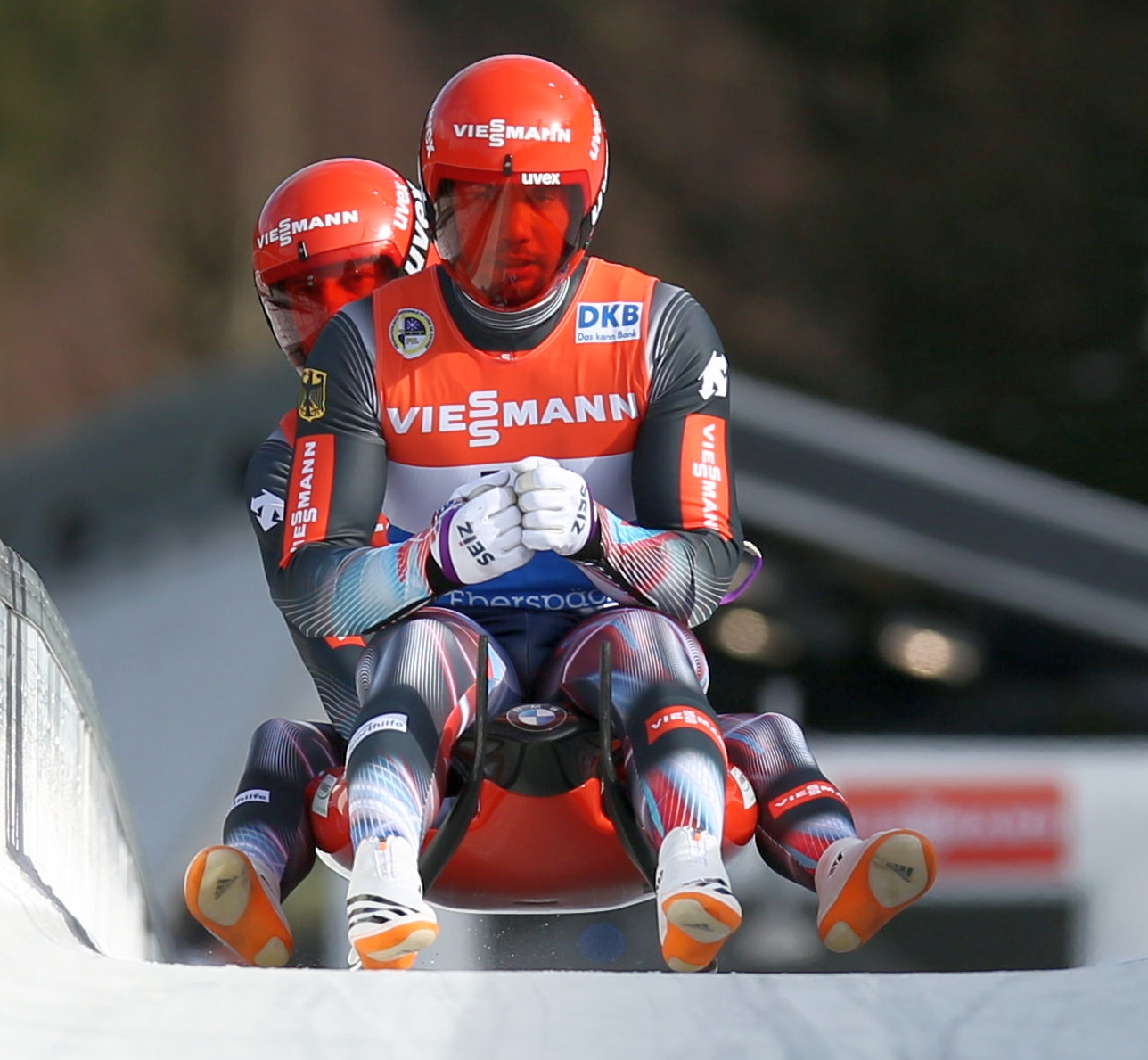
Tobias Wendl/Tobias Arlt

Im Teamstaffelwettbewerb siegte Deutschland in der Besetzung Tatjana Hüfner, Johannes Ludwig und Toni Eggert/Sascha Benecken.

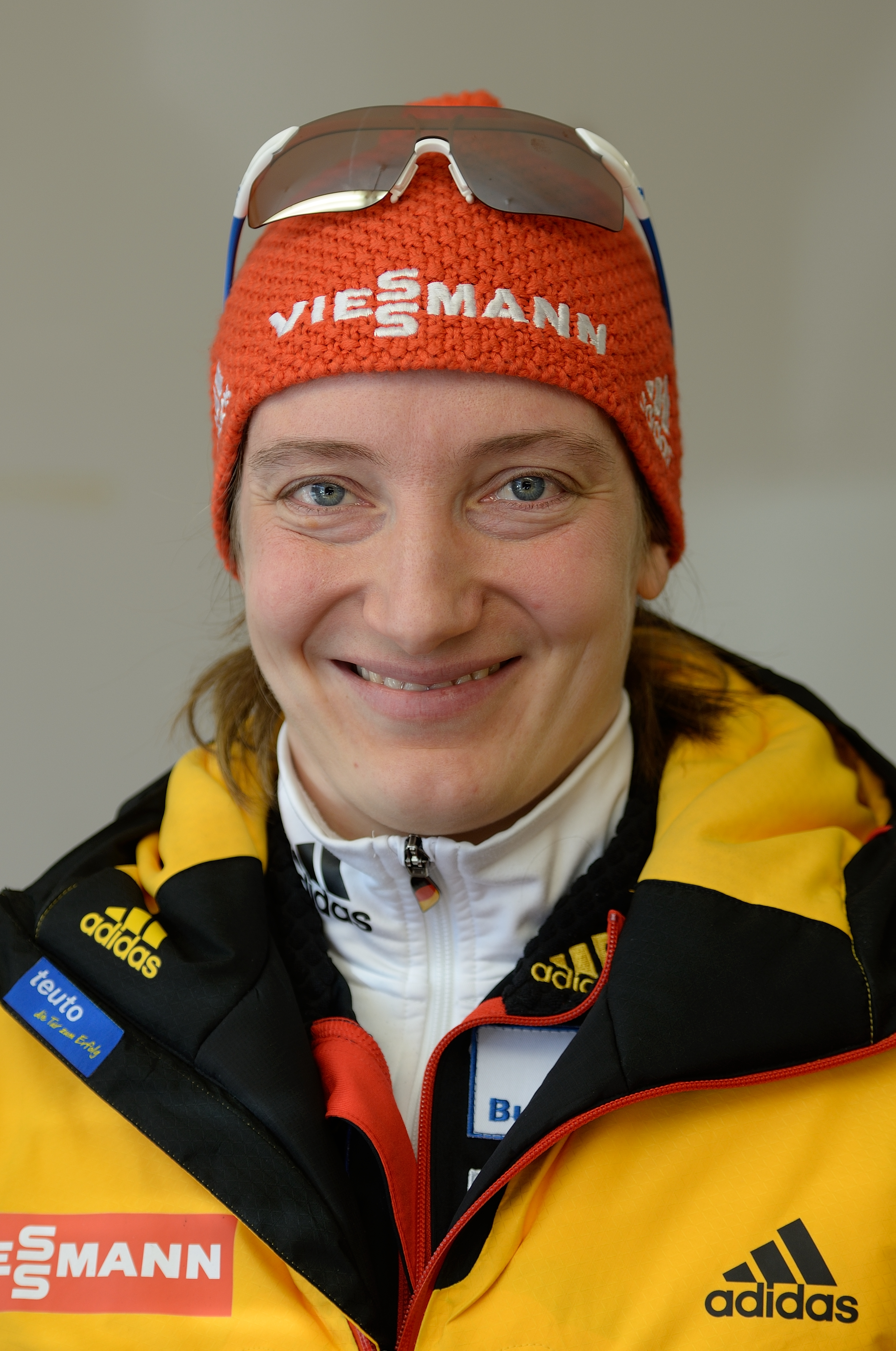
Tatjana Hüfner
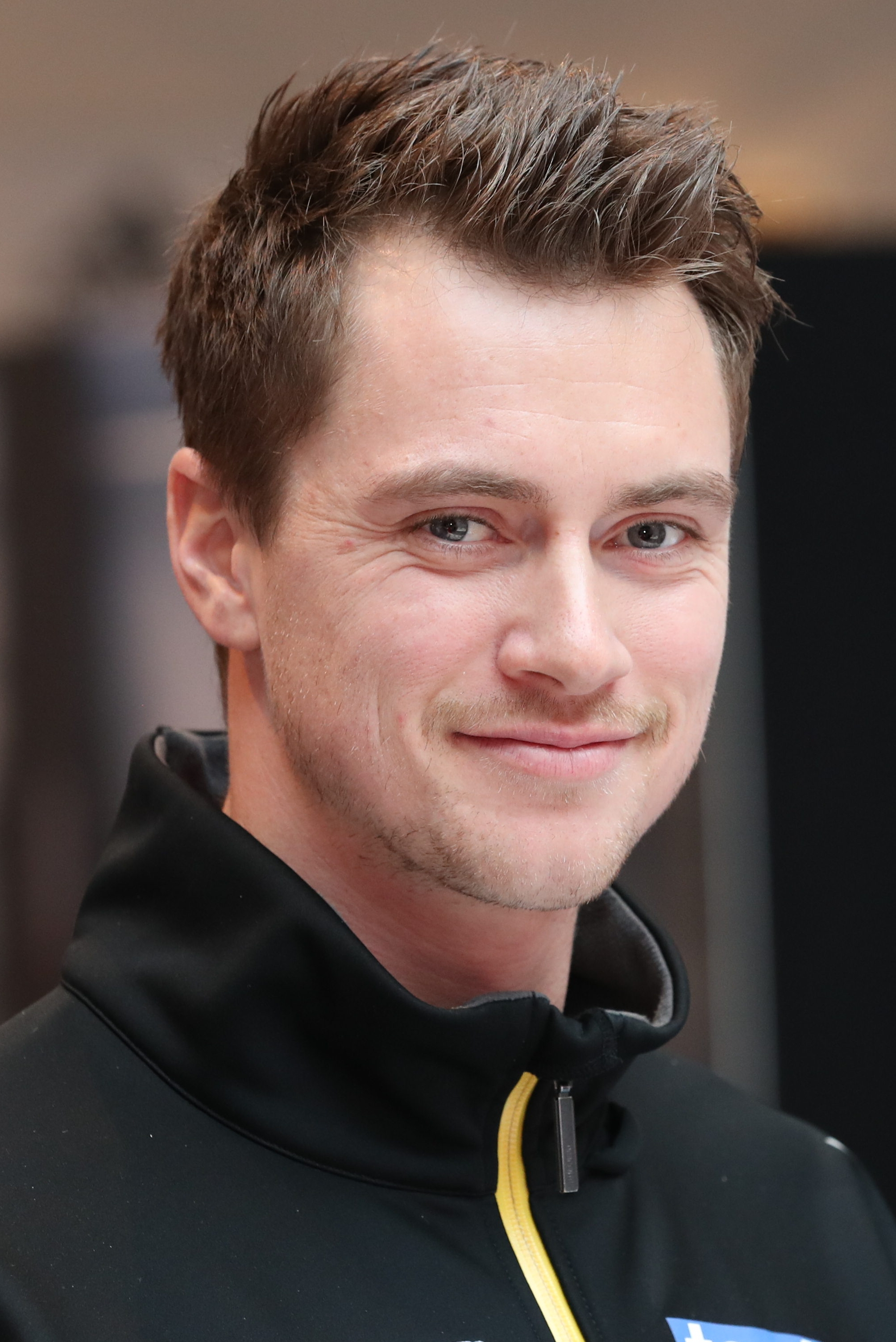
Johannes Ludwig
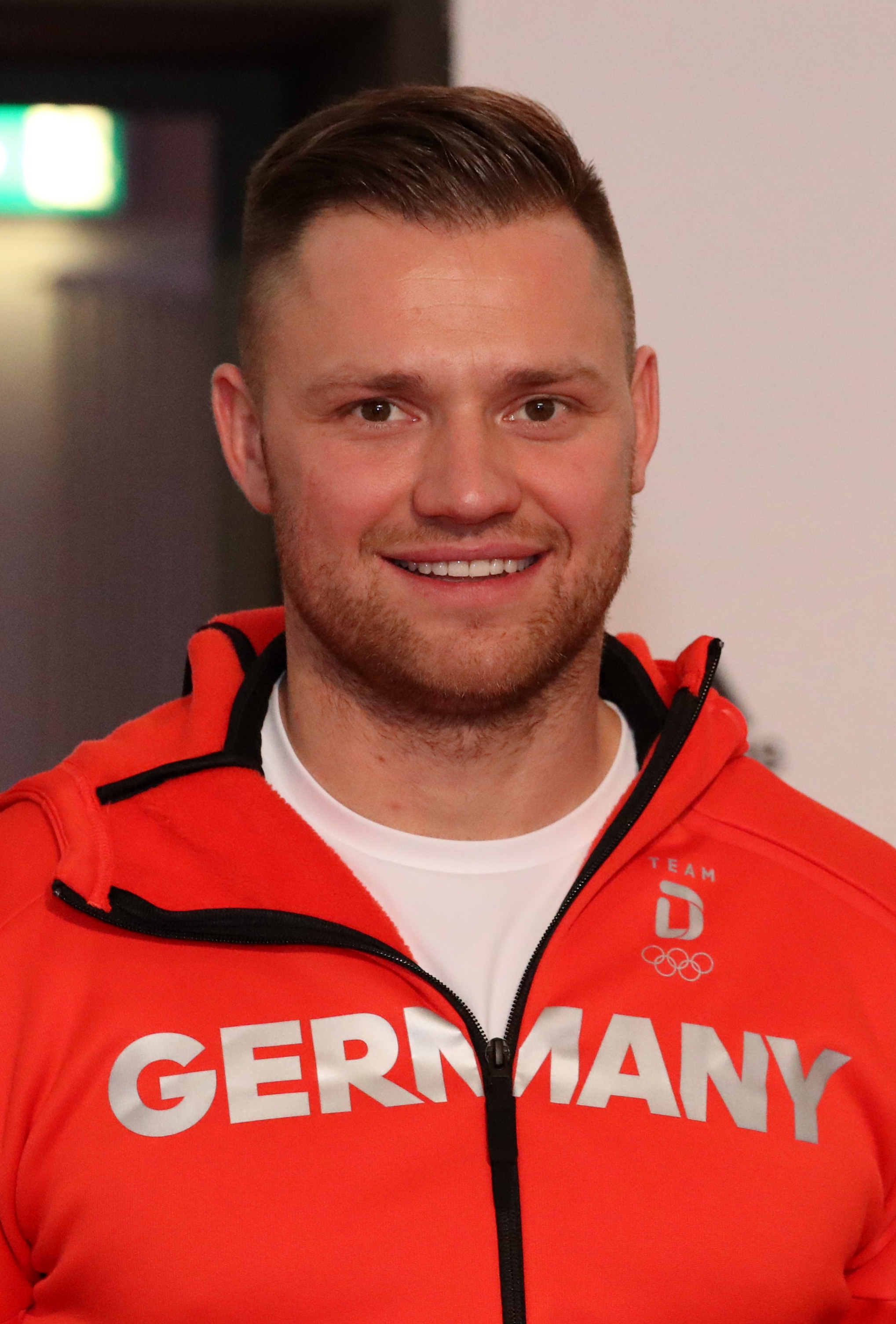
Toni Eggert
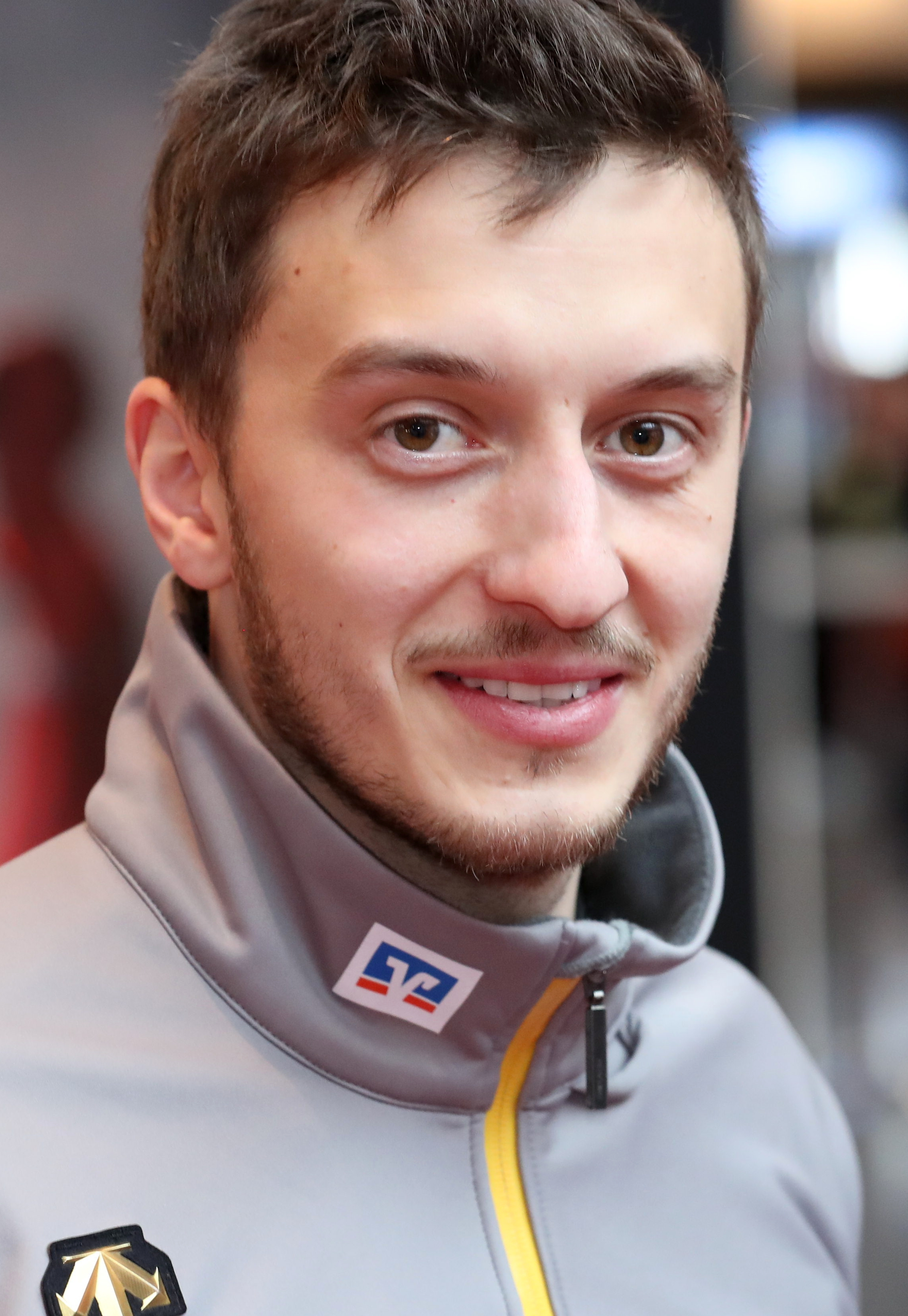
Sascha Benecken

## Teilnehmende Nationen
| - Bulgarien - Deutschland - Italien - Lettland - Niederlande - Norwegen | - Polen - Rumänien - Russland - Schweiz - Slowakei - Slowenien | - Tschechien - Ukraine - Vereinigtes Königreich - Österreich |

| - Chinesisch Taipeh | - Südkorea |  |

| - Argentinien | - Kanada | - Vereinigte Staaten |

| - Australien |

## Zeitplan
Donnerstag, 24. Januar 2019
- 18:00 Uhr: Eröffnungsfeier in der Winterberger Innenstadt

Freitag, 25. Januar 2019
- ab 10:00 Uhr: Qualifikation Sprint und Vorläufe
- Sprintrennen Finale
  - 13:40–14:05 Uhr: Doppelsitzer
  - 14:35–15:00 Uhr: Einsitzer der Frauen
  - 15:30–15:55 Uhr: Einsitzer der Männer
- 19:00 Uhr: Siegerehrungen auf dem Marktplatz in Winterberg

Sonnabend, 26. Januar 2019
- Doppelsitzer der Männer
  - 11:10–12:10 Uhr: Lauf 1
  - 12:40–13:20 Uhr: Lauf 2
- Einsitzer der Frauen
  - 14:20–15:40 Uhr: Lauf 1
  - 16:10–16:50 Uhr: Lauf 2
- 19:00 Uhr: Siegerehrungen auf dem Marktplatz in Winterberg

Sonntag, 27. Januar 2019
- Einsitzer der Männer
  - 11:05–12:45 Uhr: Lauf 1
  - 13:15–14:10 Uhr: Lauf 2
- Teamstaffel
  - 15:50–16:50 Uhr
- 17:30 Uhr: Siegerehrungen in der Zielarena der Veltins-Eisarena

## Ergebnisse

### Sprintwertungen
Für die Weltmeisterschaftswertungsrennen im Sprintwettbewerb qualifizierten sich nur die 15 besten Starterinnen bzw. Starter der Qualifikationsrennen, die unmittelbar vor den Wertungsrennen stattfanden.

#### Sprint der Männer

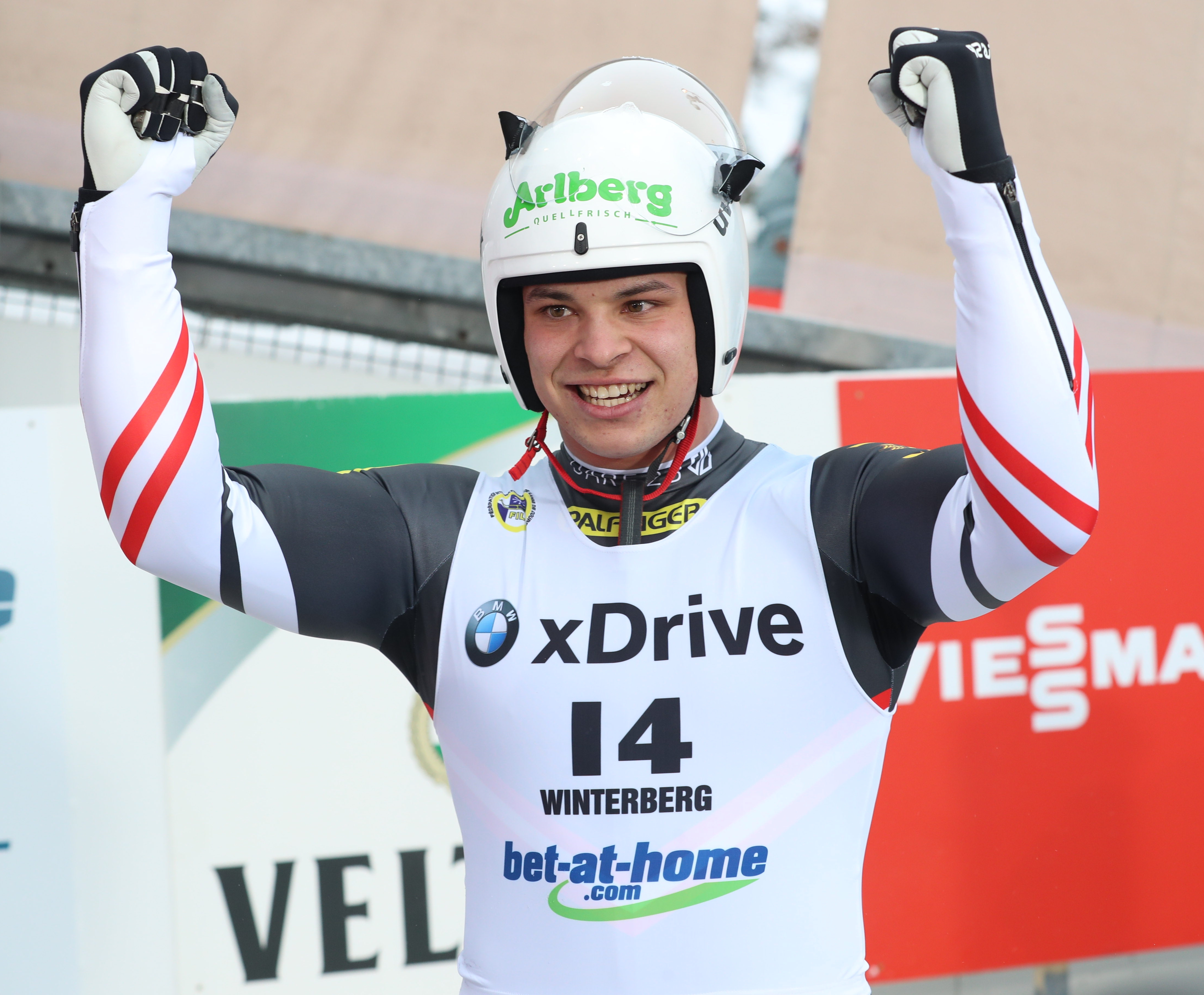
Jonas Müller, Sprint-Weltmeister der Männer

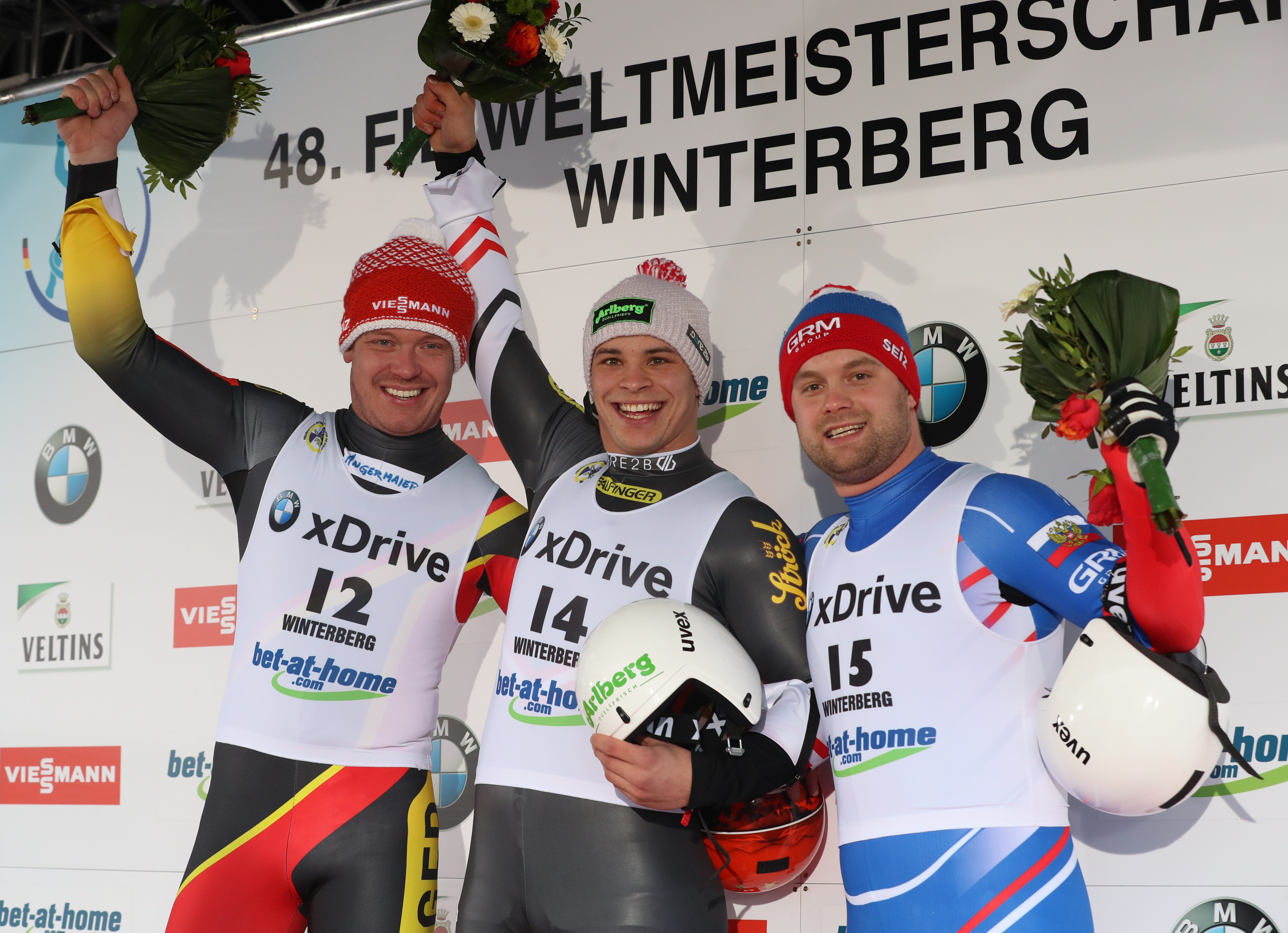
Felix Loch (2. Platz), Jonas Müller (1. Platz) und Semjon Pawlitschenko (3. Platz)

| Platz | Sportler                | Endzeit  |
| ----- | ----------------------- | -------- |
| 1     | Jonas Müller            | 35,835 s |
| 2     | Felix Loch              | 35,859 s |
| 3     | Semjon Pawlitschenko    | 35,889 s |
| 4     | Johannes Ludwig         | 35,914 s |
| 5     | Kristers Aparjods       | 35,954 s |
| 6     | Reinhard Egger          | 35,963 s |
| 7     | Chris Eißler            | 35,968 s |
| 8     | Wolfgang Kindl          | 35,988 s |
| 9     | Kevin Fischnaller       | 35,992 s |
| 10    | Stepan Fjodorow         | 36,085 s |
| 11    | Dominik Fischnaller     | 36,094 s |
| 12    | Riks Rozītis            | 36,176 s |
| 13    | Reid Watts              | 36,178 s |
| 14    | David Gleirscher        | 36,498 s |
| 15    | Alexander Gorbazewitsch | 36,801 s |

#### Sprint der Frauen

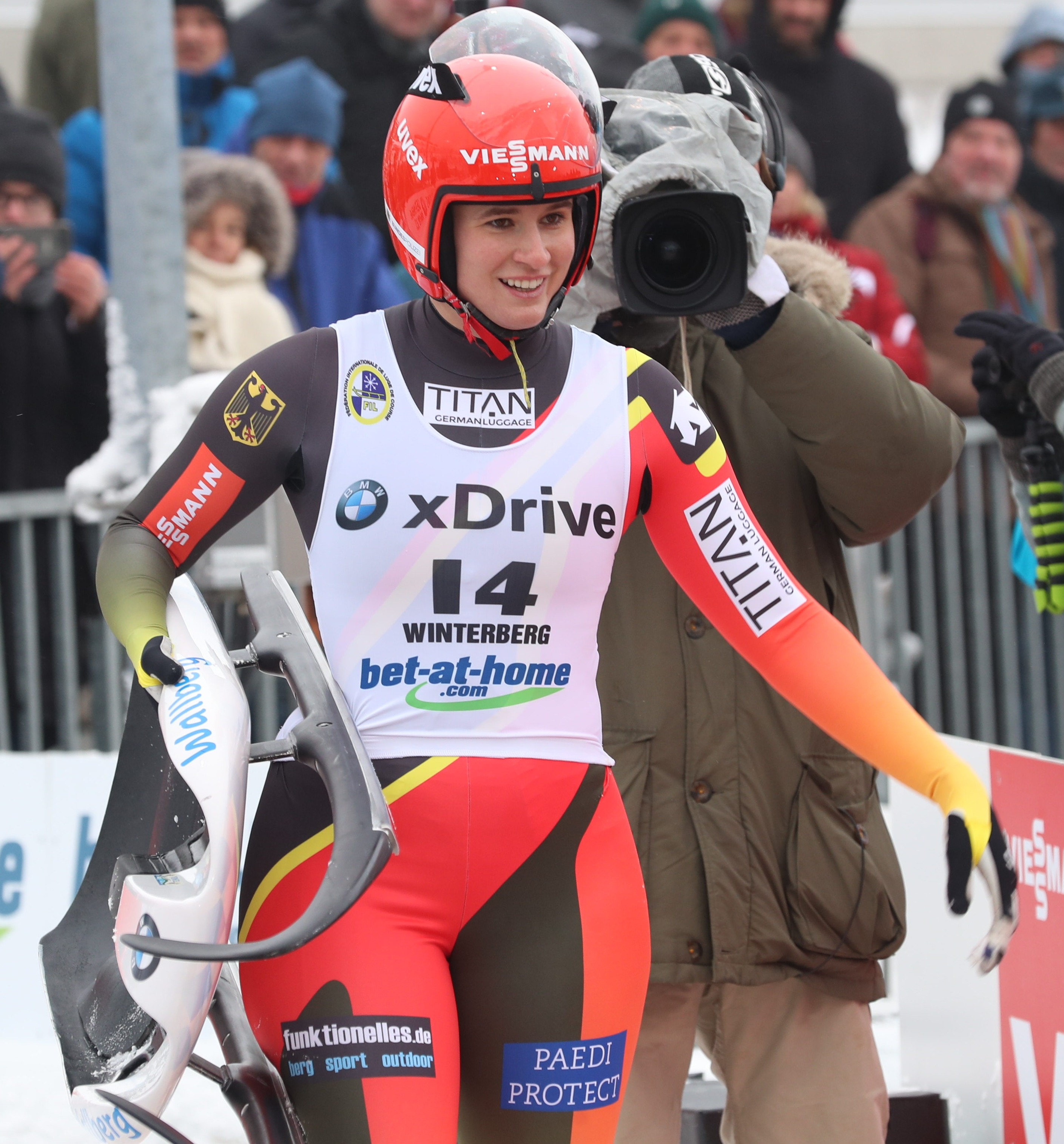
Natalie Geisenberger, Sprint-Weltmeisterin der Frauen

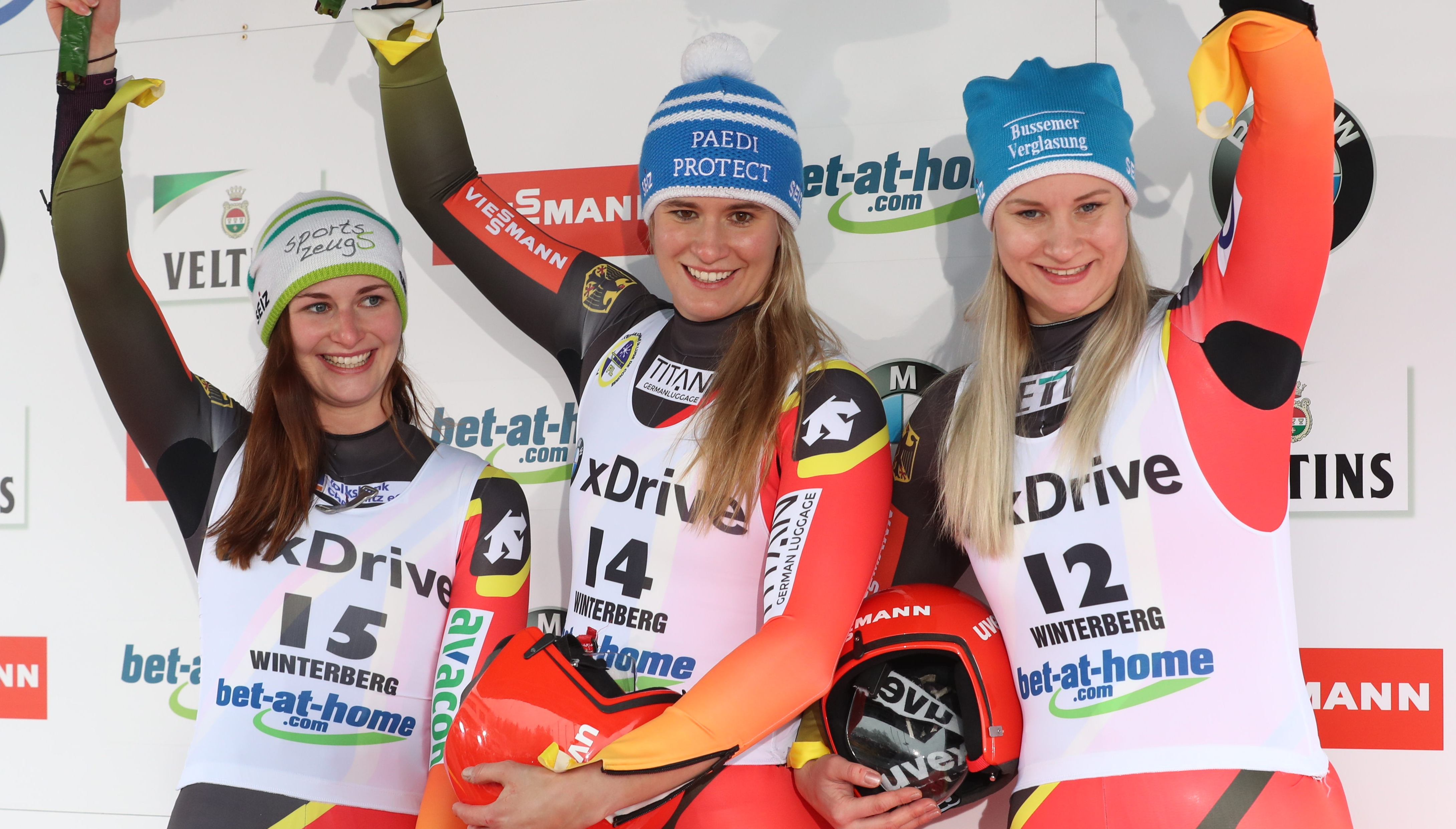
Julia Taubitz (2. Platz), Natalie Geisenberger (1. Platz) und Dajana Eitberger (3. Platz)

| Platz | Sportlerin           | Endzeit  |
| ----- | -------------------- | -------- |
| 1     | Natalie Geisenberger | 38,628 s |
| 2     | Julia Taubitz        | 38,635 s |
| 3     | Dajana Eitberger     | 38,668 s |
| 4     | Emily Sweeney        | 38,747 s |
| 5     | Tatjana Hüfner       | 38,794 s |
| 6     | Jekaterina Baturina  | 38,801 s |
| 7     | Tatjana Iwanowa      | 38,819 s |
| 8     | Summer Britcher      | 38,896 s |
| 9     | Elīza Cauce          | 39,050 s |
| 10    | Ulla Zirne           | 39,065 s |
| 11    | Kendija Aparjode     | 39,237 s |
| 12    | Andrea Vötter        | 39,250 s |
| 13    | Madeleine Egle       | 39,253 s |
| 14    | Hannah Prock         | 39,562 s |
| DSQ   | Sandra Robatscher    |          |

#### Sprint der Doppelsitzer

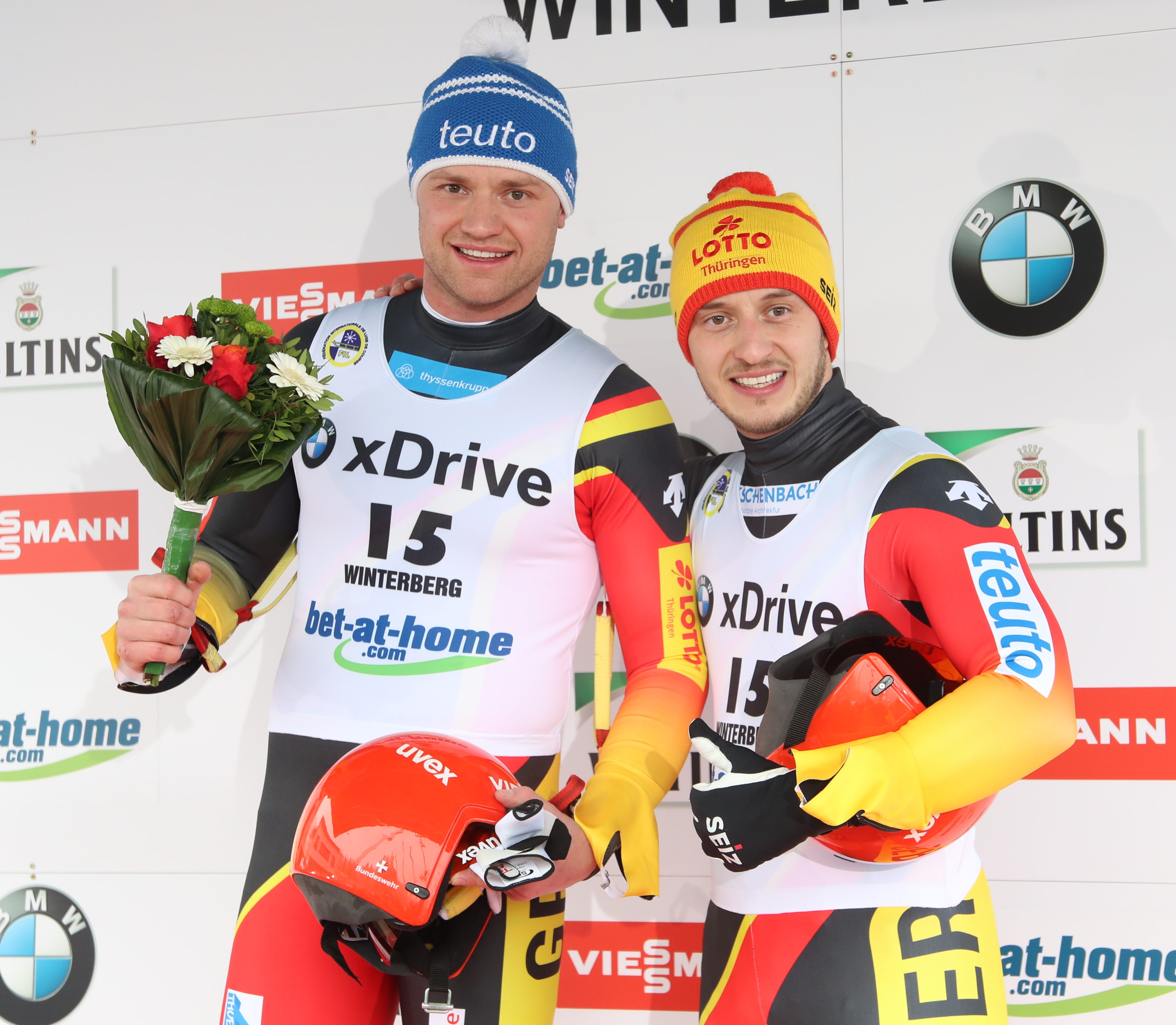
Toni Eggert und Sascha Benecken, Sprint-Weltmeister der Doppelsitzer

| Platz | Sportler                                | Endzeit  |
| ----- | --------------------------------------- | -------- |
| 1     | Toni Eggert/Sascha Benecken             | 30,821 s |
| 2     | Tobias Wendl/Tobias Arlt                | 30,824 s |
| 3     | Thomas Steu/Lorenz Koller               | 30,829 s |
| 4     | Andris Šics/Juris Šics                  | 30,868 s |
| 5     | Christopher Mazdzer/Jayson Terdiman     | 30,895 s |
| 6     | Wsewolod Kaschkin/Konstantin Korschunow | 30,960 s |
| 7     | Robin Geueke/David Gamm                 | 30,979 s |
| 8     | Ludwig Rieder/Patrick Rastner           | 30,983 s |
| 9     | Alexander Denissjew/Wladislaw Antonow   | 30,989 s |
| 10    | Wojciech Chmielewski/Jakub Kowalewski   | 31,032 s |
| 11    | Wladislaw Juschakow/Juri Prochorow      | 31,034 s |
| 12    | Kristens Putins/Imants Marcinkēvičs     | 31,071 s |
| 13    | Tristan Walker/Justin Snith             | 31,102 s |
| 14    | Emanuel Rieder/Simon Kainzwaldner       | 31,173 s |
| 15    | Park Jin-yong/Kang Doung-kyu            | 31,367 s |

### Einsitzer der Männer

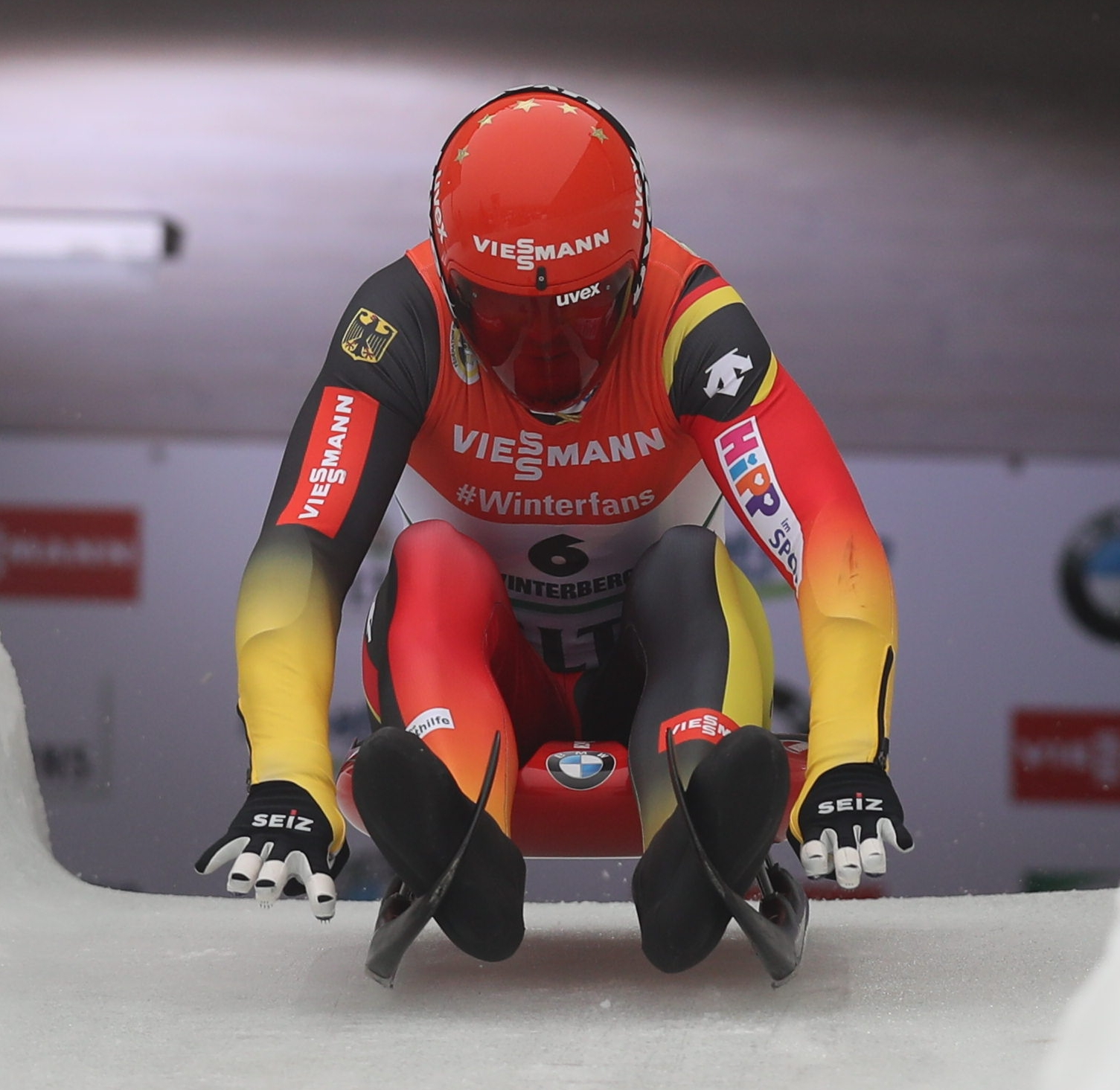
Felix Loch, Weltmeister im Einsitzer der Männer

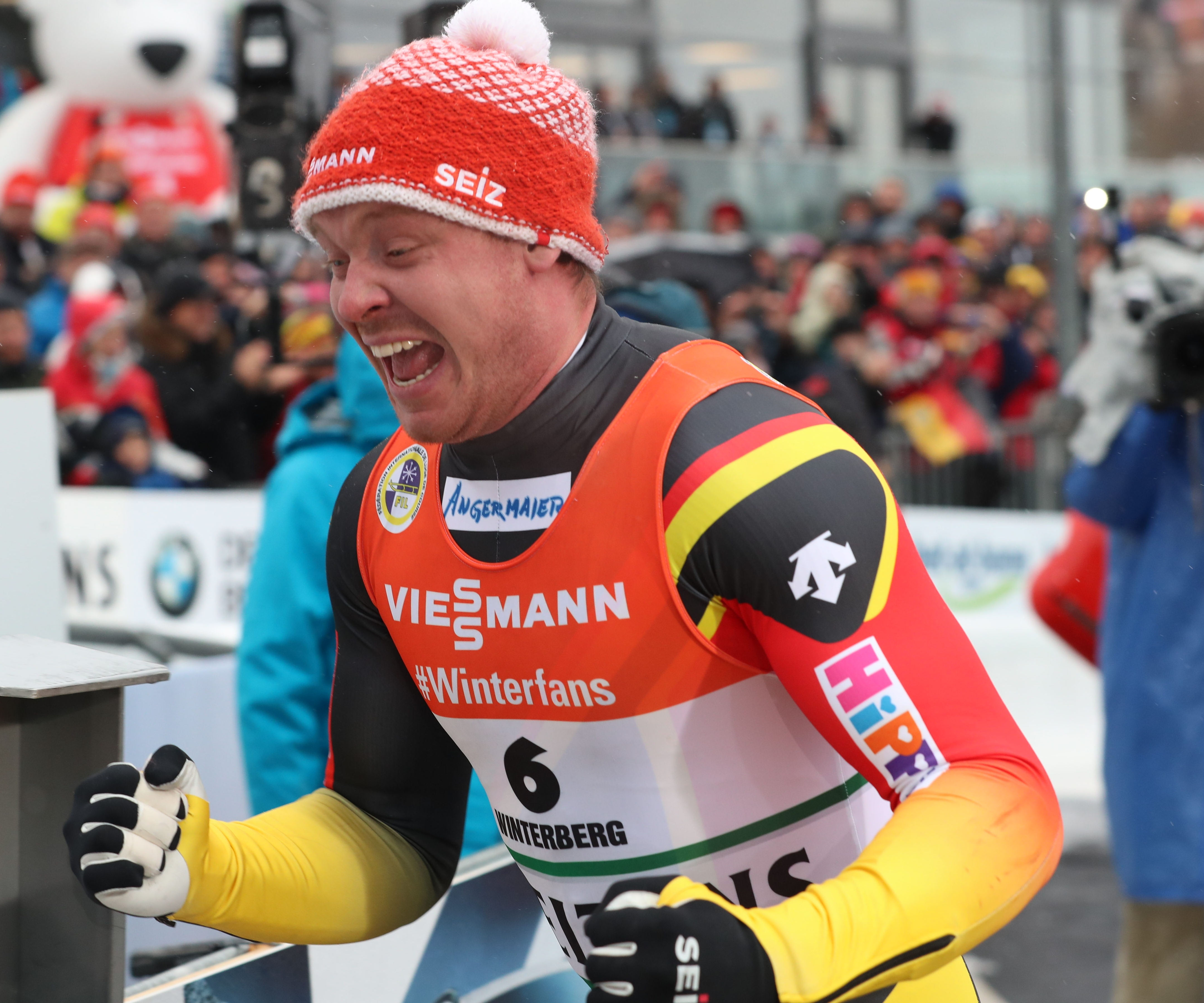
Felix Loch, Weltmeister im Einsitzer der Männer

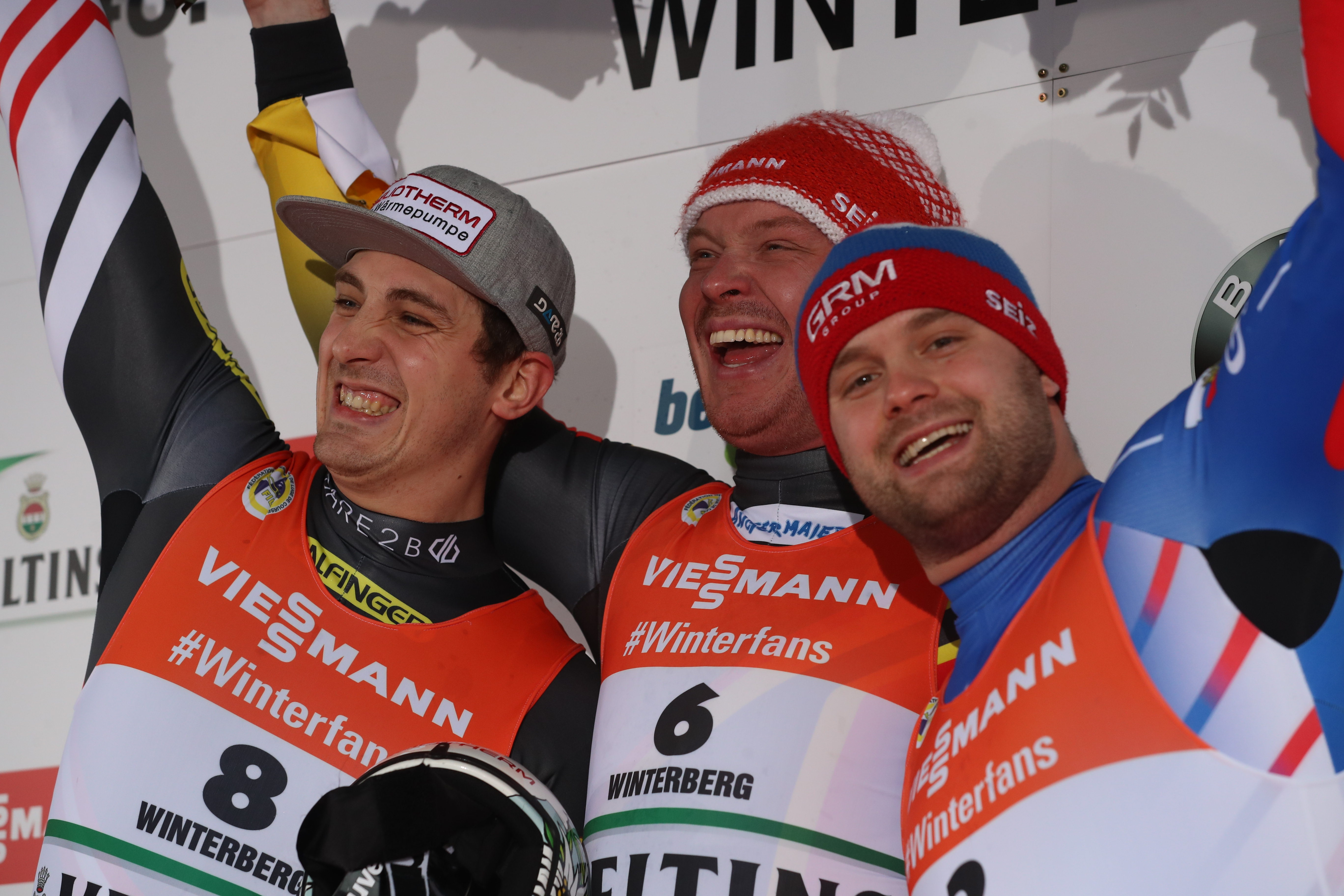
Reinhard Egger (2. Platz), Felix Loch (1. Platz) und Semjon Pawlitschenko (3. Platz)

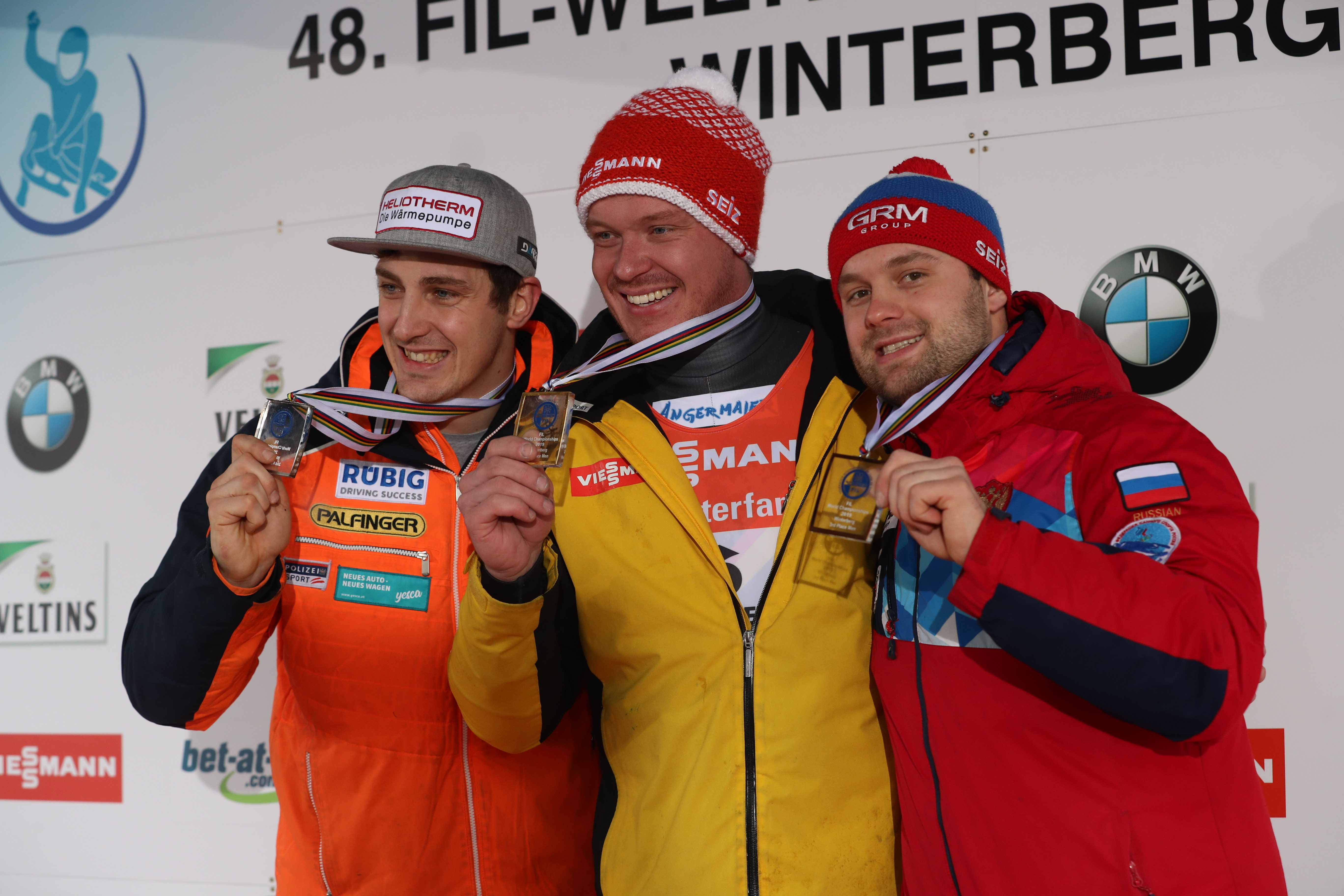
Siegerehrung

| Platz | Sportler                | 1. Lauf       | 2. Lauf                                  | Gesamtzeit                               | Differenz                                |                                          |
| ----- | ----------------------- | ------------- | ---------------------------------------- | ---------------------------------------- | ---------------------------------------- | ---------------------------------------- |
| 1     | Felix Loch              | 52,063 s (1)  | 52,187 s (2)                             | 1:44,250 Minuten                         |                                          |                                          |
| 2     | Reinhard Egger          | 52,176 s (5)  | 52,174 s (1)                             | 1:44,350 Minuten                         | +0,100 s                                 |                                          |
| 3     | Semjon Pawlitschenko    | 52.112 s (2)  | 52,251 s (5)                             | 1:44,363 Minuten                         | +0,113 s                                 |                                          |
| 4     | Johannes Ludwig         | 52,170 s (4)  | 52,243 s (4)                             | 1:44,413 Minuten                         | +0,163 s                                 |                                          |
| 5     | Chris Eißler            | 52,301 s (7)  | 52,267 s (7)                             | 1:44,568 Minuten                         | +0,318 s                                 |                                          |
| 6     | Roman Repilow           | 52,208 s (6)  | 52,369 s (10)                            | 1:44,577 Minuten                         | +0,327 s                                 |                                          |
| 7     | Dominik Fischnaller     | 52,335 s (9)  | 52,334 s (9)                             | 1:44,669 Minuten                         | +0,419 s                                 |                                          |
| 8     | Wolfgang Kindl          | 52,498 s (12) | 52,233 s (3)                             | 1:44,731 Minuten                         | +0.481 s                                 |                                          |
| 9     | Tucker West             | 52,303 s (8)  | 52,536 s (16)                            | 1:44,839 Minuten                         | +0,589 s                                 |                                          |
| 10    | Kevin Fischnaller       | 52,143 s (3)  | 52,697 s (24)                            | 1:44,840 Minuten                         | +0,590 s                                 |                                          |
| 11    | Inārs Kivlenieks        | 52,362 s (10) | 52,488 s (13)                            | 1:44,850 Minuten                         | +0,600 s                                 |                                          |
| 12    | Kristers Aparjods       | 52,583 s (13) | 52,302 s (8)                             | 1:44,885 Minuten                         | +0,635 s                                 |                                          |
| 13    | Jozef Ninis             | 52,488 s (11) | 52,552 s (17)                            | 1:45,040 Minuten                         | +0,790 s                                 |                                          |
| 14    | Jonathan Gustafson      | 52,845 s (22) | 52,260 s (6)                             | 1:45,105 Minuten                         | +0,855 s                                 |                                          |
| 15    | Stepan Fjodorow         | 52,679 s (15) | 52,437 s (12)                            | 1:45,116 Minuten                         | +0,866 s                                 |                                          |
| 16    | Riks Rozītis            | 52,705 s (17) | 52,413 s (11)                            | 1:45,118 Minuten                         | +0,868 s                                 |                                          |
| 17    | Valentin Crețu          | 52,687 s (16) | 52,558 s (18)                            | 1:45,245 Minuten                         | +0,995 s                                 |                                          |
| 18    | Reid Watts              | 52,665 s (14) | 52,605 s (19)                            | 1:45,270 Minuten                         | +1,020 s                                 |                                          |
| 19    | Mateusz Sochowicz       | 52,817 s (20) | 52.491 s (14)                            | 1:45,308 Minuten                         | +1,058 s                                 |                                          |
| 20    | Sebastian Bley          | 52,817 s (19) | 52,493 s (15)                            | 1:45,310 Minuten                         | +1,060 s                                 |                                          |
| 21    | Artūrs Dārznieks        | 52,747 s (18) | 52,630 s (22)                            | 1:45,377 Minuten                         | +1,127 s                                 |                                          |
| 22    | Anton Dukatsch          | 52,833 s (21) | 52,619 s (20)                            | 1:45,452 Minuten                         | +1,202 s                                 |                                          |
| 23    | Andrij Mandsij          | 53,060 s (23) | 52,623 s (21)                            | 1:45,683 Minuten                         | +1,433 s                                 |                                          |
| 24    | Maciej Kurowski         | 53,124 s (24) | 52,689 s (23)                            | 1:45,813 Minuten                         | +1,563 s                                 |                                          |
| 25    | Alexander Ferlazzo      | 53,240 s (25) | 52,954 s (25)                            | 1:46,194 Minuten                         | +1,944 s                                 |                                          |
| 26    | Andrei Turea            | 53,417 s (26) | Nicht für den zweiten Lauf qualifiziert. | Nicht für den zweiten Lauf qualifiziert. | Nicht für den zweiten Lauf qualifiziert. | Nicht für den zweiten Lauf qualifiziert. |
| 27    | Rupert Staudinger       | 53,657 s (27) | Nicht für den zweiten Lauf qualifiziert. | Nicht für den zweiten Lauf qualifiziert. | Nicht für den zweiten Lauf qualifiziert. | Nicht für den zweiten Lauf qualifiziert. |
| 28    | Aleksander Melås        | 53,734 s (28) | Nicht für den zweiten Lauf qualifiziert. | Nicht für den zweiten Lauf qualifiziert. | Nicht für den zweiten Lauf qualifiziert. | Nicht für den zweiten Lauf qualifiziert. |
| 29    | Svante Kohala           | 53,870 s (29) | Nicht für den zweiten Lauf qualifiziert. | Nicht für den zweiten Lauf qualifiziert. | Nicht für den zweiten Lauf qualifiziert. | Nicht für den zweiten Lauf qualifiziert. |
| 30    | Pawel Angelow           | 53,902 s (30) | Nicht für den zweiten Lauf qualifiziert. | Nicht für den zweiten Lauf qualifiziert. | Nicht für den zweiten Lauf qualifiziert. | Nicht für den zweiten Lauf qualifiziert. |
| 31    | Žiga Biruš              | 53,960 s (31) | Nicht für den zweiten Lauf qualifiziert. | Nicht für den zweiten Lauf qualifiziert. | Nicht für den zweiten Lauf qualifiziert. | Nicht für den zweiten Lauf qualifiziert. |
| 32    | Michael Lejsek          | 54,293 s (32) | Nicht für den zweiten Lauf qualifiziert. | Nicht für den zweiten Lauf qualifiziert. | Nicht für den zweiten Lauf qualifiziert. | Nicht für den zweiten Lauf qualifiziert. |
| 33    | Luke Farrar             | 54,566 s (33) | Nicht für den zweiten Lauf qualifiziert. | Nicht für den zweiten Lauf qualifiziert. | Nicht für den zweiten Lauf qualifiziert. | Nicht für den zweiten Lauf qualifiziert. |
| 34    | Raymond Thompson        | 54,912 s (34) | Nicht für den zweiten Lauf qualifiziert. | Nicht für den zweiten Lauf qualifiziert. | Nicht für den zweiten Lauf qualifiziert. | Nicht für den zweiten Lauf qualifiziert. |
| 35    | Lien Te-an              | 55,479 s (35) | Nicht für den zweiten Lauf qualifiziert. | Nicht für den zweiten Lauf qualifiziert. | Nicht für den zweiten Lauf qualifiziert. | Nicht für den zweiten Lauf qualifiziert. |
| DNF   | Jonas Müller            |               |                                          |                                          |                                          |                                          |
| DNF   | Alexander Gorbazewitsch |               |                                          |                                          |                                          |                                          |
| DSQ   | David Gleirscher        |               |                                          |                                          |                                          |                                          |

### Einsitzer der Frauen

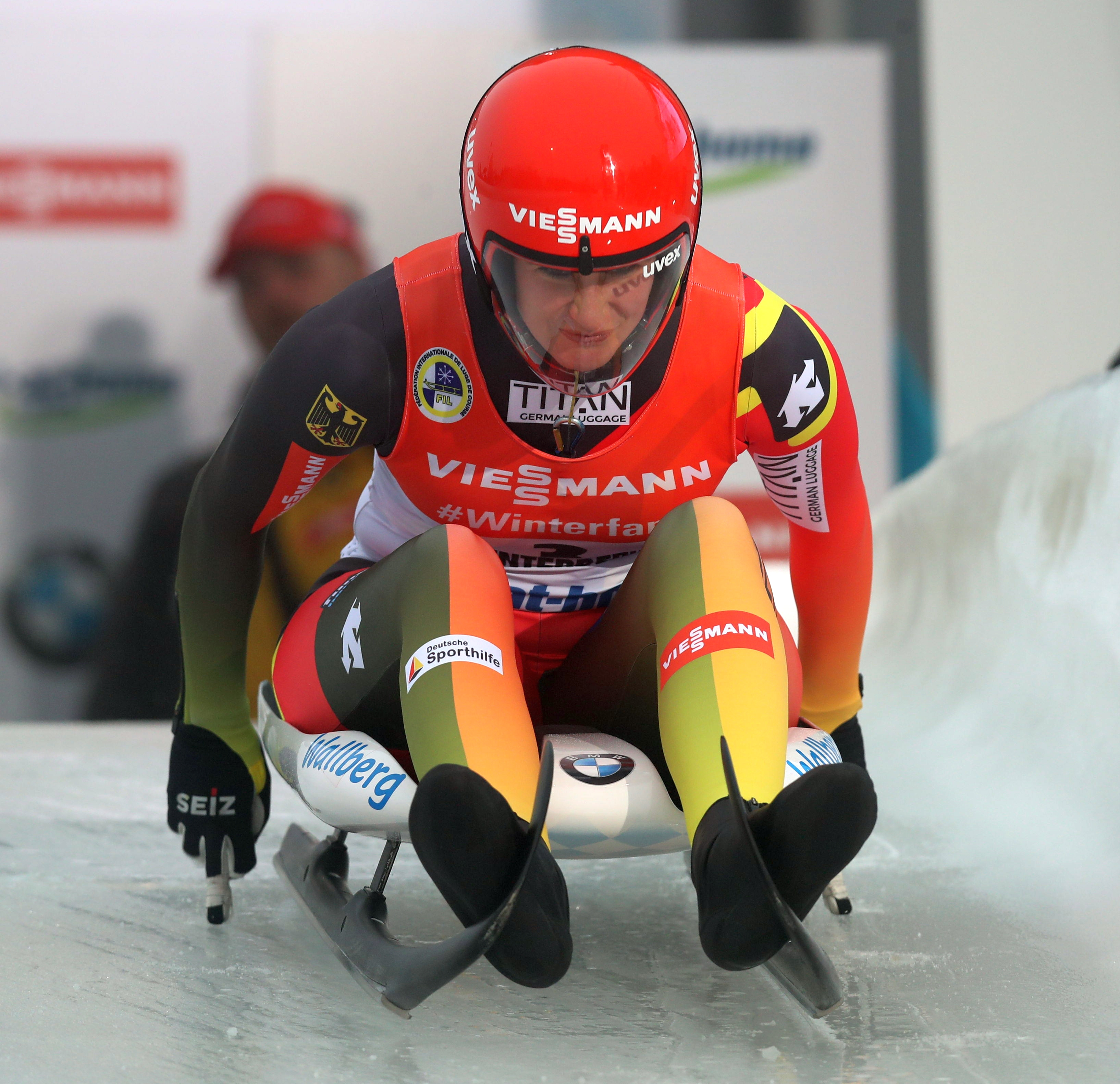
Natalie Geisenberger, Weltmeisterin im Einsitzer der Frauen

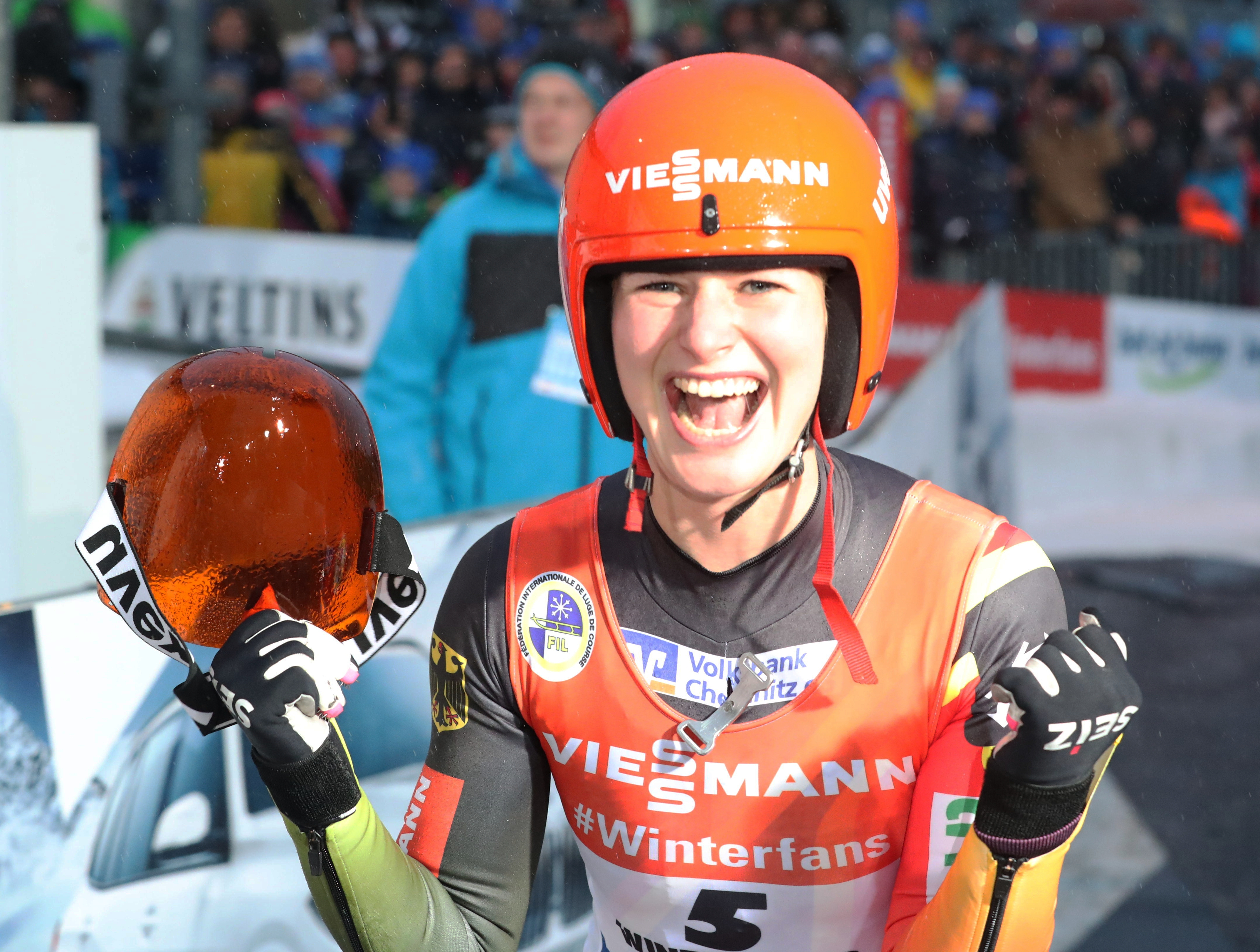
Julia Taubitz, Vize-Weltmeisterin und U23-Weltmeisterin im Einsitzer der Frauen

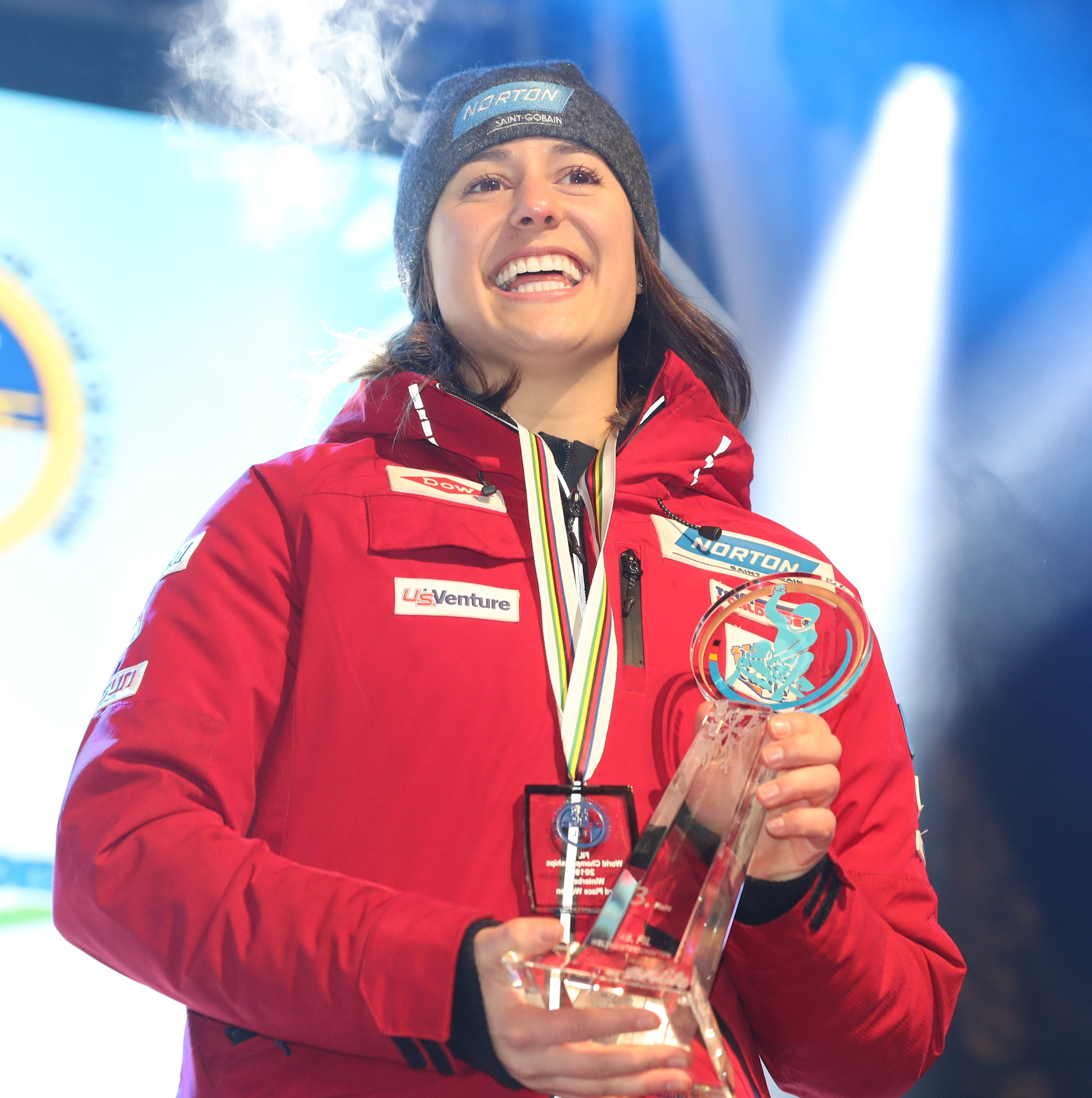
Emily Sweeney, Drittplatzierte im Einsitzer der Frauen

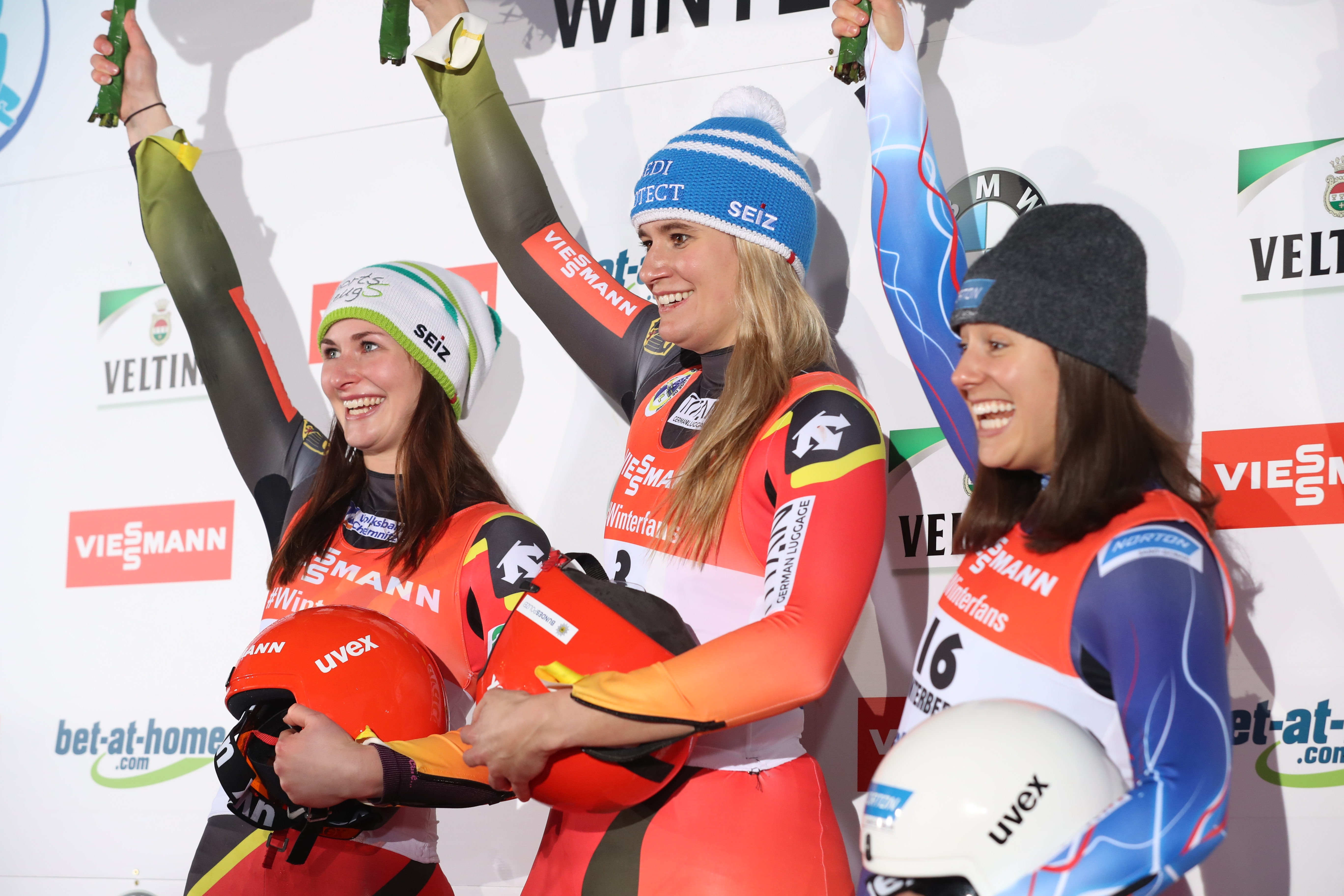
Julia Taubitz (2. Platz), Natalie Geisenberger (1. Platz) und Emily Sweeney (3. Platz)

| Platz | Sportler                 | 1. Lauf       | 2. Lauf                                  | Gesamtzeit                               | Differenz                                |                                          |
| ----- | ------------------------ | ------------- | ---------------------------------------- | ---------------------------------------- | ---------------------------------------- | ---------------------------------------- |
| 1     | Natalie Geisenberger     | 57,142 s (1)  | 56,726 s (1)                             | 1:53,868 Minuten                         |                                          |                                          |
| 2     | Julia Taubitz            | 57,348 s (2)  | 56,945 s (4)                             | 1:54,293 Minuten                         | +0,425 s                                 |                                          |
| 3     | Emily Sweeney            | 57,467 s (4)  | 56,914 s (2)                             | 1:54,381 Minuten                         | +0,513 s                                 |                                          |
| 4     | Tatjana Iwanowa          | 57,492 s (5)  | 56,932 s (3)                             | 1:54,424 Minuten                         | +0,556 s                                 |                                          |
| 5     | Summer Britcher          | 57,408 s (3)  | 57,029 s (6)                             | 1:54,437 Minuten                         | +0,569 s                                 |                                          |
| 6     | Ulla Zirne               | 57,545 s (7)  | 57,088 s (7)                             | 1:54,633 Minuten                         | +0,765 s                                 |                                          |
| 7     | Andrea Vötter            | 57,551 s (8)  | 57,101 s (8)                             | 1:54,652 Minuten                         | +0,784 s                                 |                                          |
| 8     | Jekaterina Baturina      | 57,559 s (9)  | 57,103 s (9)                             | 1:54,662 Minuten                         | +0,794 s                                 |                                          |
| 9     | Sandra Robatscher        | 57,657 s (10) | 57,016 s (5)                             | 1:54,673 Minuten                         | +0,805 s                                 |                                          |
| 10    | Tatjana Hüfner           | 57,502 s (6)  | 57,274 s (13)                            | 1:54,766 Minuten                         | +0,908 s                                 |                                          |
| 11    | Elīza Cauce              | 57,713 s (12) | 57,124 s (11)                            | 1:54,837 Minuten                         | +0,969 s                                 |                                          |
| 12    | Dajana Eitberger         | 57,749 s (13) | 57,106 s (10)                            | 1:54,855 Minuten                         | +0,987 s                                 |                                          |
| 13    | Wiktorija Demtschenko    | 57,751 s (14) | 57,155 s (12)                            | 1:54,906 Minuten                         | +1,038 s                                 |                                          |
| 14    | Kimberley McRae          | 57,671 s (11) | 57,418 s (16)                            | 1:55,089 Minuten                         | +1,221 s                                 |                                          |
| 15    | Jekaterina Katnikowa     | 57,781 s (15) | 57,503 s (18)                            | 1:55,284 Minuten                         | +1,416 s                                 |                                          |
| 16    | Raluca Strămăturaru      | 57,910 s (17) | 57,395 s (14)                            | 1:55,305 Minuten                         | +1,437 s                                 |                                          |
| 17    | Hannah Prock             | 57,978 s (18) | 57,438 s (17)                            | 1:55,416 Minuten                         | +1,548 s                                 |                                          |
| 18    | Natalie Maag             | 58,157 s (20) | 57,410 s (15)                            | 1:55,567 Minuten                         | +1,699 s                                 |                                          |
| 19    | Birgit Platzer           | 58,087 s (19) | 57,540 s (19)                            | 1:55,627 Minuten                         | +1,759 s                                 |                                          |
| 20    | Lisa Schulte             | 57,891 s (16) | 59,038 s (20)                            | 1:56,929 Minuten                         | +3,061 s                                 |                                          |
| 21    | Olena Stezkiw            | 58,333 s (21) | Nicht für den zweiten Lauf qualifiziert. | Nicht für den zweiten Lauf qualifiziert. | Nicht für den zweiten Lauf qualifiziert. | Nicht für den zweiten Lauf qualifiziert. |
| 22    | Aileen Frisch            | 58,388 s (22) | Nicht für den zweiten Lauf qualifiziert. | Nicht für den zweiten Lauf qualifiziert. | Nicht für den zweiten Lauf qualifiziert. | Nicht für den zweiten Lauf qualifiziert. |
| 23    | Katarína Šimoňáková      | 58,352 s (23) | Nicht für den zweiten Lauf qualifiziert. | Nicht für den zweiten Lauf qualifiziert. | Nicht für den zweiten Lauf qualifiziert. | Nicht für den zweiten Lauf qualifiziert. |
| 24    | Verónica María Ravenna   | 58,411 s (24) | Nicht für den zweiten Lauf qualifiziert. | Nicht für den zweiten Lauf qualifiziert. | Nicht für den zweiten Lauf qualifiziert. | Nicht für den zweiten Lauf qualifiziert. |
| 25    | Ewa Kuls-Kusyk           | 58,539 s (25) | Nicht für den zweiten Lauf qualifiziert. | Nicht für den zweiten Lauf qualifiziert. | Nicht für den zweiten Lauf qualifiziert. | Nicht für den zweiten Lauf qualifiziert. |
| 26    | Natalia Wojtuściszyn     | 58,572 s (26) | Nicht für den zweiten Lauf qualifiziert. | Nicht für den zweiten Lauf qualifiziert. | Nicht für den zweiten Lauf qualifiziert. | Nicht für den zweiten Lauf qualifiziert. |
| 27    | Klaudia Domaradzka       | 58,754 s (27) | Nicht für den zweiten Lauf qualifiziert. | Nicht für den zweiten Lauf qualifiziert. | Nicht für den zweiten Lauf qualifiziert. | Nicht für den zweiten Lauf qualifiziert. |
| 28    | Mihaela-Carmen Manolescu | 59,019 s (28) | Nicht für den zweiten Lauf qualifiziert. | Nicht für den zweiten Lauf qualifiziert. | Nicht für den zweiten Lauf qualifiziert. | Nicht für den zweiten Lauf qualifiziert. |
| 29    | Trinity Ellis            | 59,325 s (29) | Nicht für den zweiten Lauf qualifiziert. | Nicht für den zweiten Lauf qualifiziert. | Nicht für den zweiten Lauf qualifiziert. | Nicht für den zweiten Lauf qualifiziert. |
| 30    | Elsa Desmond             | 59,398 s (30) | Nicht für den zweiten Lauf qualifiziert. | Nicht für den zweiten Lauf qualifiziert. | Nicht für den zweiten Lauf qualifiziert. | Nicht für den zweiten Lauf qualifiziert. |
| 31    | Danielle Louise Scott    | 59,456 s (31) | Nicht für den zweiten Lauf qualifiziert. | Nicht für den zweiten Lauf qualifiziert. | Nicht für den zweiten Lauf qualifiziert. | Nicht für den zweiten Lauf qualifiziert. |
| 32    | Lin Sin-rong             | 59,481 s (32) | Nicht für den zweiten Lauf qualifiziert. | Nicht für den zweiten Lauf qualifiziert. | Nicht für den zweiten Lauf qualifiziert. | Nicht für den zweiten Lauf qualifiziert. |
| 33    | Daria Obratov            | 59,632 s (33) | Nicht für den zweiten Lauf qualifiziert. | Nicht für den zweiten Lauf qualifiziert. | Nicht für den zweiten Lauf qualifiziert. | Nicht für den zweiten Lauf qualifiziert. |
| 34    | Dania Obratov            | 60,523 s (34) | Nicht für den zweiten Lauf qualifiziert. | Nicht für den zweiten Lauf qualifiziert. | Nicht für den zweiten Lauf qualifiziert. | Nicht für den zweiten Lauf qualifiziert. |
| 35    | Madeleine Egle           | 61,884 s (35) | Nicht für den zweiten Lauf qualifiziert. | Nicht für den zweiten Lauf qualifiziert. | Nicht für den zweiten Lauf qualifiziert. | Nicht für den zweiten Lauf qualifiziert. |
| DNF   | Kendija Aparjode         |               |                                          |                                          |                                          |                                          |
| DNF   | Jung Hye-sun             |               |                                          |                                          |                                          |                                          |

### Doppelsitzer

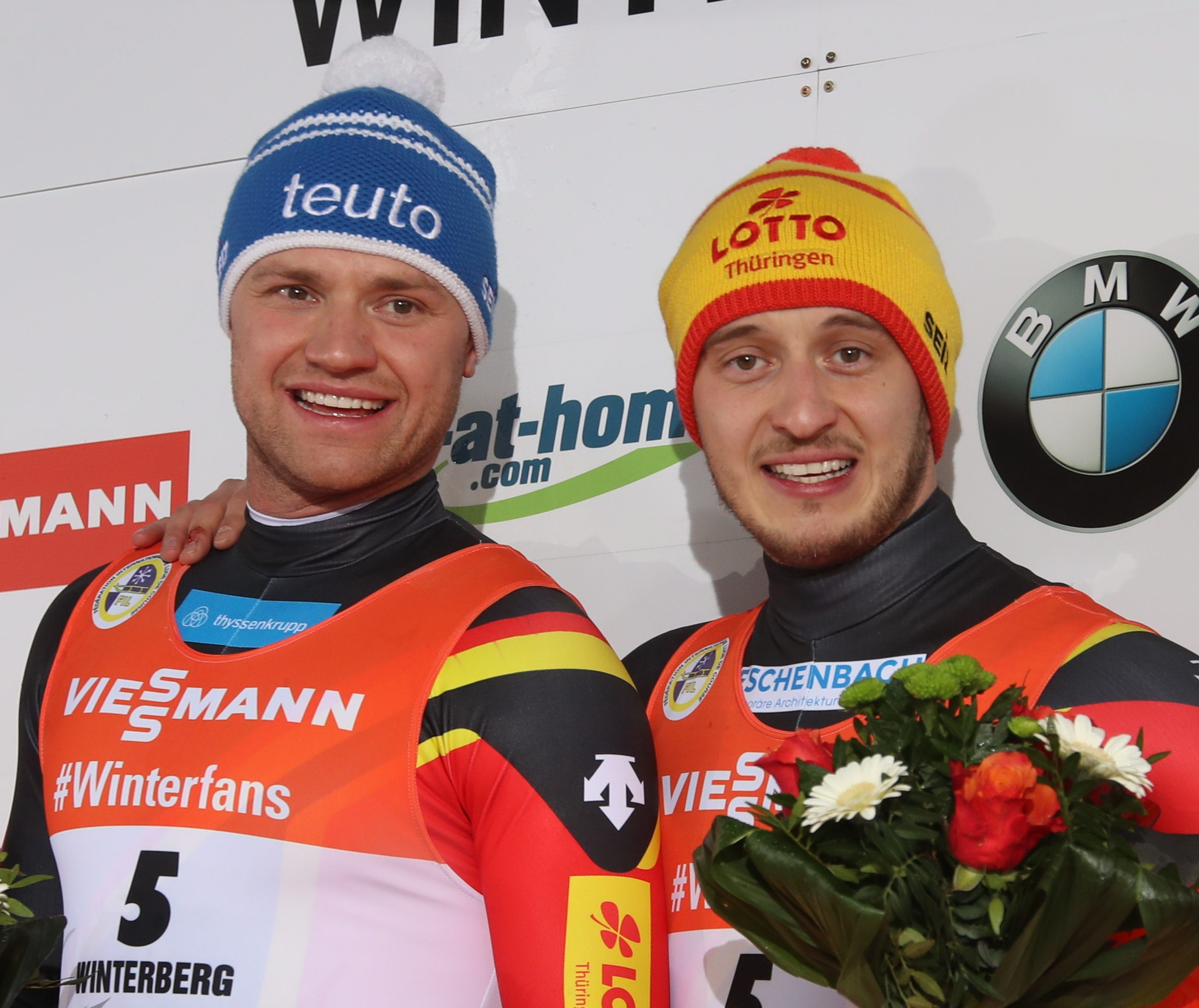
Toni Eggert und Sascha Benecken, Weltmeister im Doppelsitzer

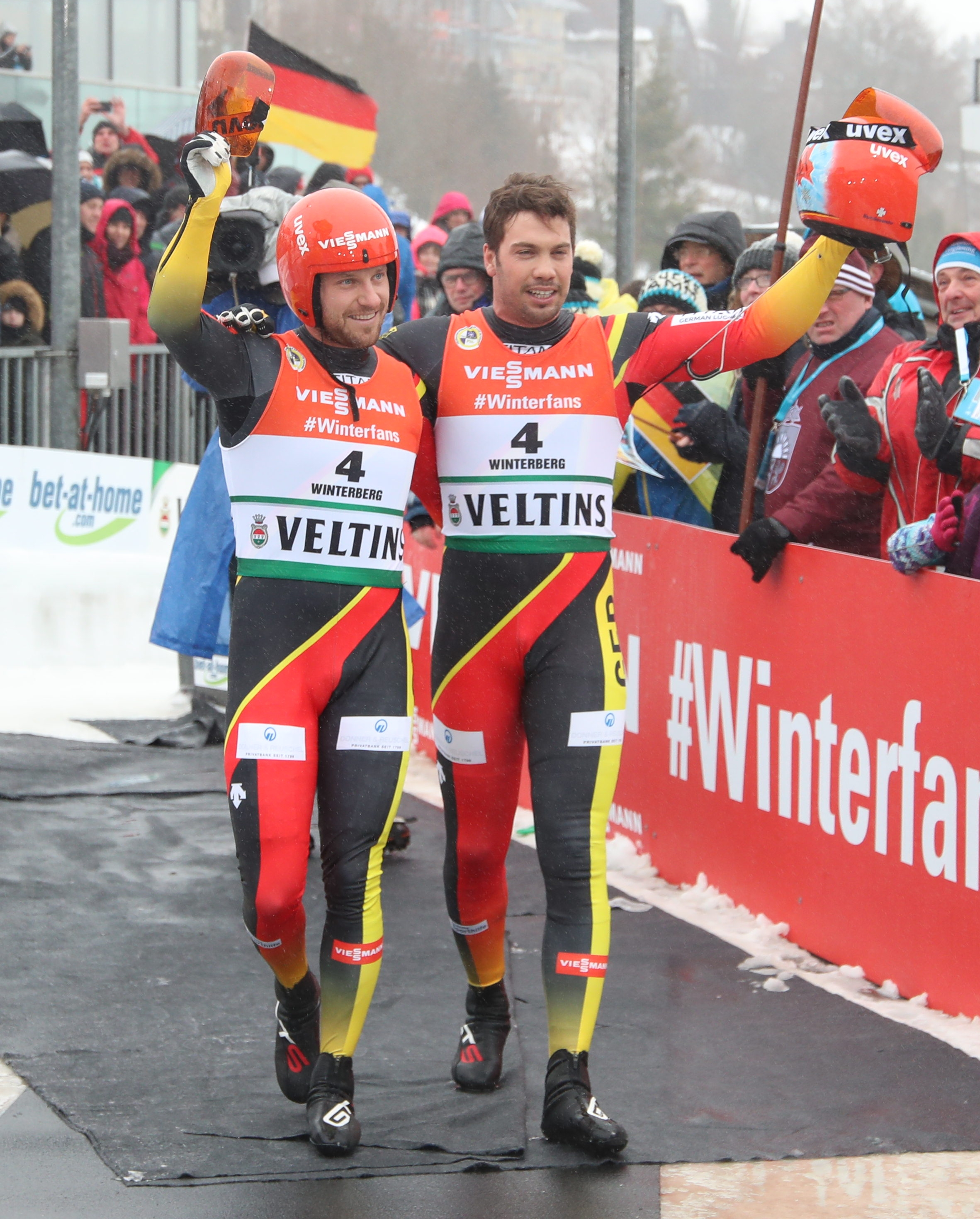
Tobias Wendl und Tobias Arlt, Vize-Weltmeister im Doppelsitzer

| Platz | Sportler                                | 1. Lauf       | 2. Lauf                                  | Gesamtzeit                               | Differenz                                |                                          |
| ----- | --------------------------------------- | ------------- | ---------------------------------------- | ---------------------------------------- | ---------------------------------------- | ---------------------------------------- |
| 1     | Toni Eggert/Sascha Benecken             | 43,643 s (2)  | 43,613 s (1)                             | 1:27,256 Minuten                         |                                          |                                          |
| 2     | Tobias Wendl/Tobias Arlt                | 43,604 s (1)  | 43,730 s (5)                             | 1:27,334 Minuten                         | +0,078 s                                 |                                          |
| 3     | Thomas Steu/Lorenz Koller               | 43,670 s (3)  | 43,727 s (4)                             | 1:27,397 Minuten                         | +0,141 s                                 |                                          |
| 4     | Oskars Gudramovičs/Pēteris Kalniņš      | 43,768 s (5)  | 43,650 s (2)                             | 1:27,418 Minuten                         | +0,162 s                                 |                                          |
| 5     | Andris Šics/Juris Šics                  | 43,682 s (4)  | 43,770 s (8)                             | 1:27,452 Minuten                         | +0,196 s                                 |                                          |
| 6     | Ludwig Rieder/Patrick Rastner           | 43,796 s (6)  | 43,756 s (7)                             | 1:27,552 Minuten                         | +0,296 s                                 |                                          |
| 7     | Wladislaw Juschakow/Juri Prochorow      | 43,843 s (8)  | 43,774 s (9)                             | 1:27,617 Minuten                         | +0,361 s                                 |                                          |
| 8     | Wojciech Chmielewski/Jakub Kowalewski   | 43,857 s (9)  | 43,810 s (11)                            | 1:27,667 Minuten                         | +0,411 s                                 |                                          |
| 9     | Kristens Putins/Imants Marcinkēvičs     | 43,823 s (7)  | 43,686 s (14)                            | 1:27,691 Minuten                         | +0,435 s                                 |                                          |
| 10    | Wsewolod Kaschkin/Konstantin Korschunow | 43,938 s (11) | 43,780 s (10)                            | 1:27,718 Minuten                         | +0,462 s                                 |                                          |
| 11    | Chris Mazdzer/Jayson Terdiman           | 43,890 s (10) | 43,830 s (13)                            | 1:27,720 Minuten                         | +0,464 s                                 |                                          |
| 12    | Alexander Denissjew/Wladislaw Antonow   | 44,032 s (12) | 43,743 s (6)                             | 1:27,775 Minuten                         | +0,519 s                                 |                                          |
| 13    | Ivan Nagler/Fabian Malleier             | 44,185 s (13) | 43,713 s (3)                             | 1:27,898 Minuten                         | +0,642 s                                 |                                          |
| 14    | Robin Geueke/David Gamm                 | 44,243 s (15) | 43,811 s (12)                            | 1:28,054 Minuten                         | +0,798 s                                 |                                          |
| 15    | Park Jin-yong/Kang Doung-kyu            | 44,332 s (16) | 44,113 s (15)                            | 1:28,445 Minuten                         | +1,198 s                                 |                                          |
| 16    | Emanuel Rieder/Simon Kainzwaldner       | 44,197 s (14) | 44,265 s (16)                            | 1:28,462 Minuten                         | +1,206 s                                 |                                          |
| 17    | Marian Gîtlan/Flavius Crăciun           | 45,199 s (18) | 44,564 s (17)                            | 1:29,763 Minuten                         | +2,507 s                                 |                                          |
| 18    | Rupert Staudinger/John-Paul Kibble      | 45,132 s (17) | 45,475 s (18)                            | 1,30.607 Minuten                         | +3,351 s                                 |                                          |
| 19    | Ihor Stachiw/Andrij Lyssezkyj           | 45,590 s (19) | Nicht für den zweiten Lauf qualifiziert. | Nicht für den zweiten Lauf qualifiziert. | Nicht für den zweiten Lauf qualifiziert. | Nicht für den zweiten Lauf qualifiziert. |
| DNF   | Filip Vejdělek/Zdeněk Pěkný             |               |                                          |                                          |                                          |                                          |
| DSQ   | Tristan Walker/Justin Snith             |               |                                          |                                          |                                          |                                          |

### Teamstaffel

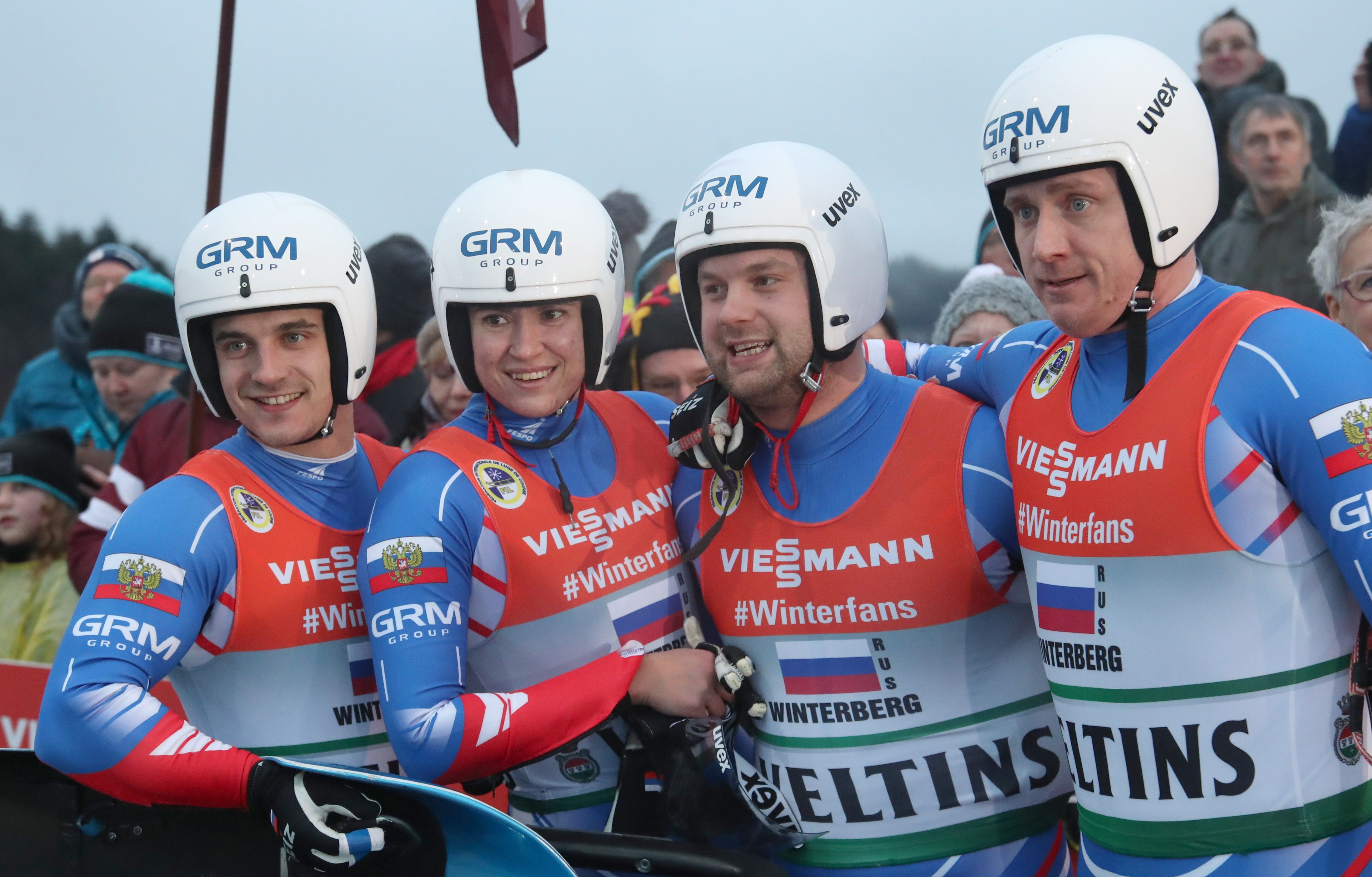
Teamstaffel Russlands

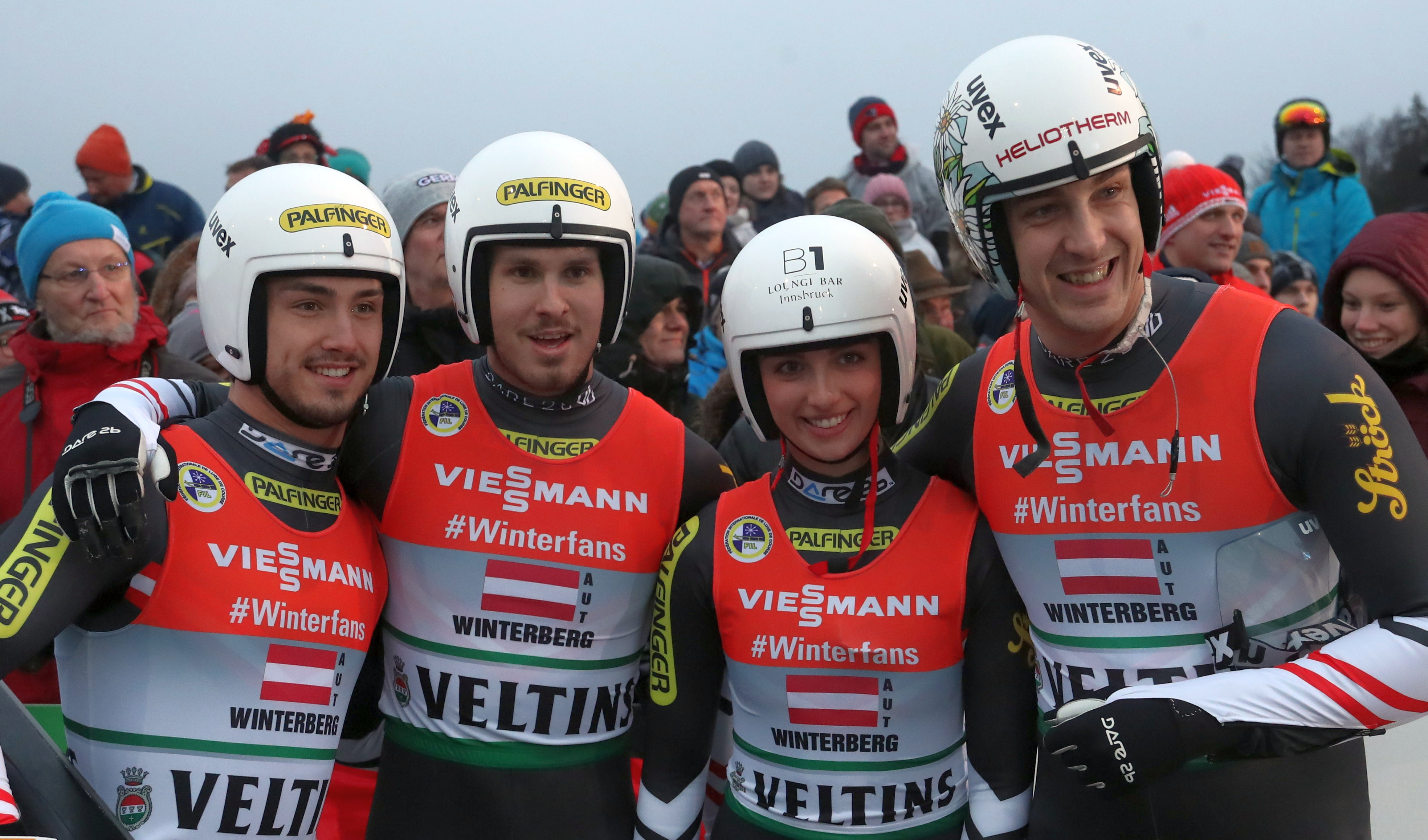
Teamstaffel Österreich

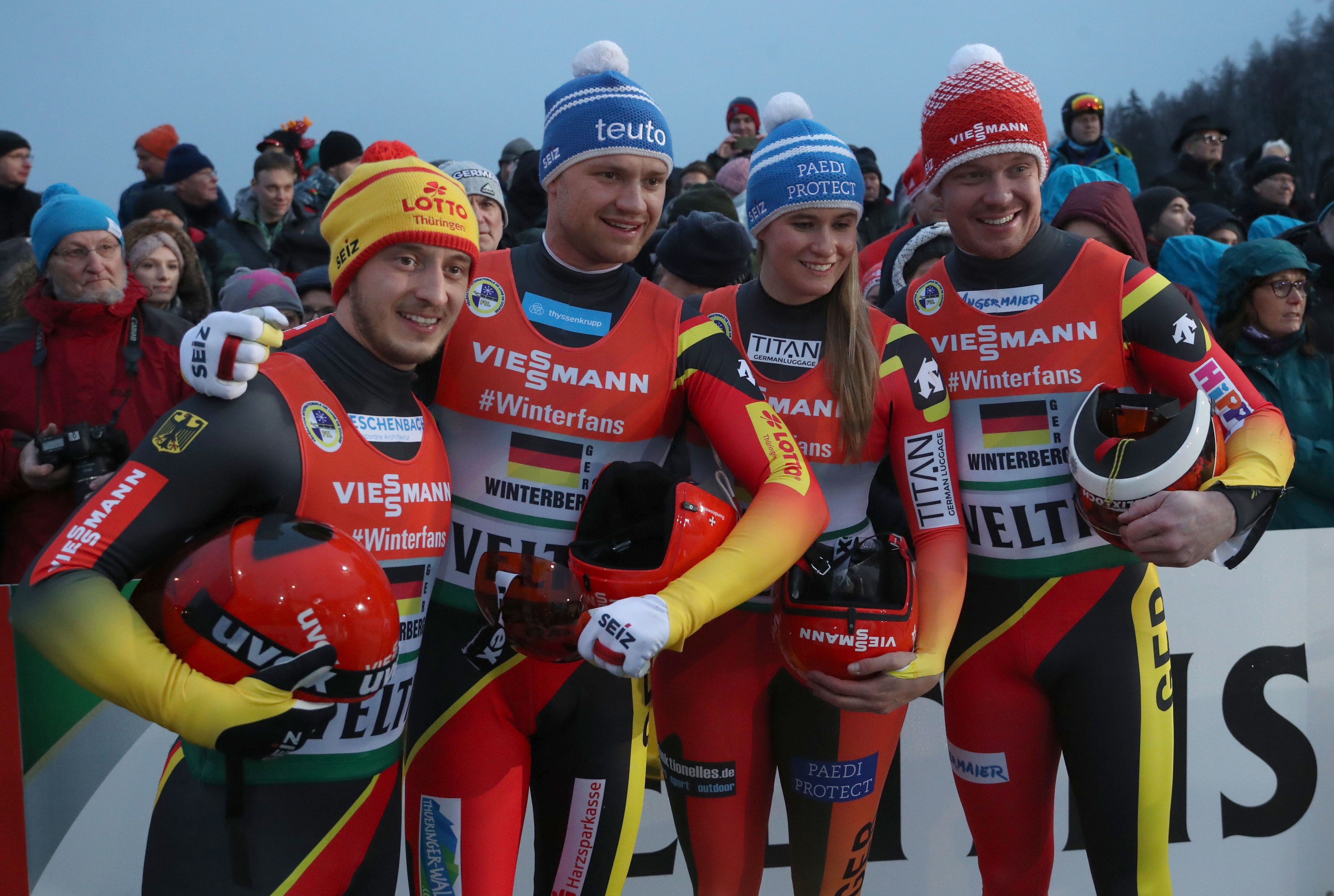
Teamstaffel Deutschlands

| Platz | Sportler                                                                                 | Endzeit                                                          |
| ----- | ---------------------------------------------------------------------------------------- | ---------------------------------------------------------------- |
| 1     | RusslandTatjana Iwanowa Semjon Pawlitschenko Wladislaw Juschakow/Juri Prochorow          | 2:24,116 Minuten                                                 |
| 2     | ÖsterreichHannah Prock Reinhard Egger Thomas Steu/Lorenz Koller                          | 2:24,624 Minuten                                                 |
| 3     | DeutschlandNatalie Geisenberger Felix Loch Toni Eggert/Sascha Benecken                   | 2:24,647 Minuten                                                 |
| 4     | ItalienAndrea Vötter Kevin Fischnaller Ludwig Rieder/Patrick Rastner                     | 2:24,809 Minuten                                                 |
| 5     | KanadaKimberley McRae Reid Watts Tristan Walker/Justin Snith                             | 2:24,875 Minuten                                                 |
| 6     | Vereinigte StaatenEmily Sweeney Jonathan Gustafson Christopher Mazdzer/Jayson Terdiman   | 2:25,147 Minuten                                                 |
| 7     | PolenEwa Kuls-Kusyk Mateusz Sochowicz Wojciech Chmielewski/Jakub Kowalewski              | 2:25,948 Minuten                                                 |
| 8     | RumänienRaluca Strămăturaru Valentin Crețu Marian Gîtlan/Ștefan Musei                    | 2:26,125 Minuten                                                 |
| 9     | UkraineOlena Stezkiw Anton Dukatsch Ihor Stachiw/Andrij Lyssezkyj                        | 2:27,358 Minuten                                                 |
| 10    | Vereinigtes KönigreichDanielle Scott Raymond Thompson Rupert Staudinger/John-Paul Kibble | 2:31,037 Minuten                                                 |
| DSQ   | LettlandUlla Zirne Kristers Aparjods Andris Šics/Juris Šics                              | Disqualifikation aufgrund eines Frühstarts von Kristers Aparjods |

## Medaillenspiegel
| Platz  | Land               | Gold | Silber | Bronze | Gesamt |
| ------ | ------------------ | ---- | ------ | ------ | ------ |
| 1      | Deutschland        | 5    | 5      | 2      | 12     |
| 2      | Österreich         | 1    | 2      | 2      | 5      |
| 3      | Russland           | 1    | 0      | 2      | 3      |
| 4      | Vereinigte Staaten | 0    | 0      | 1      | 1      |
| Gesamt | Gesamt             | 7    | 7      | 7      | 21     |